# Kamen
Kamen (niederdeutsch Kaomen) ist eine nordrhein-westfälische Hansestadt des östlichen Ruhrgebietes und gehört zum Kreis Unna. Bis zum Anfang des 20. Jahrhunderts waren sowohl die Schreibweisen „Camen“ als auch „Kamen“ üblich. 1903 wurde die heutige Form des Ortsnamens amtlich festgelegt.

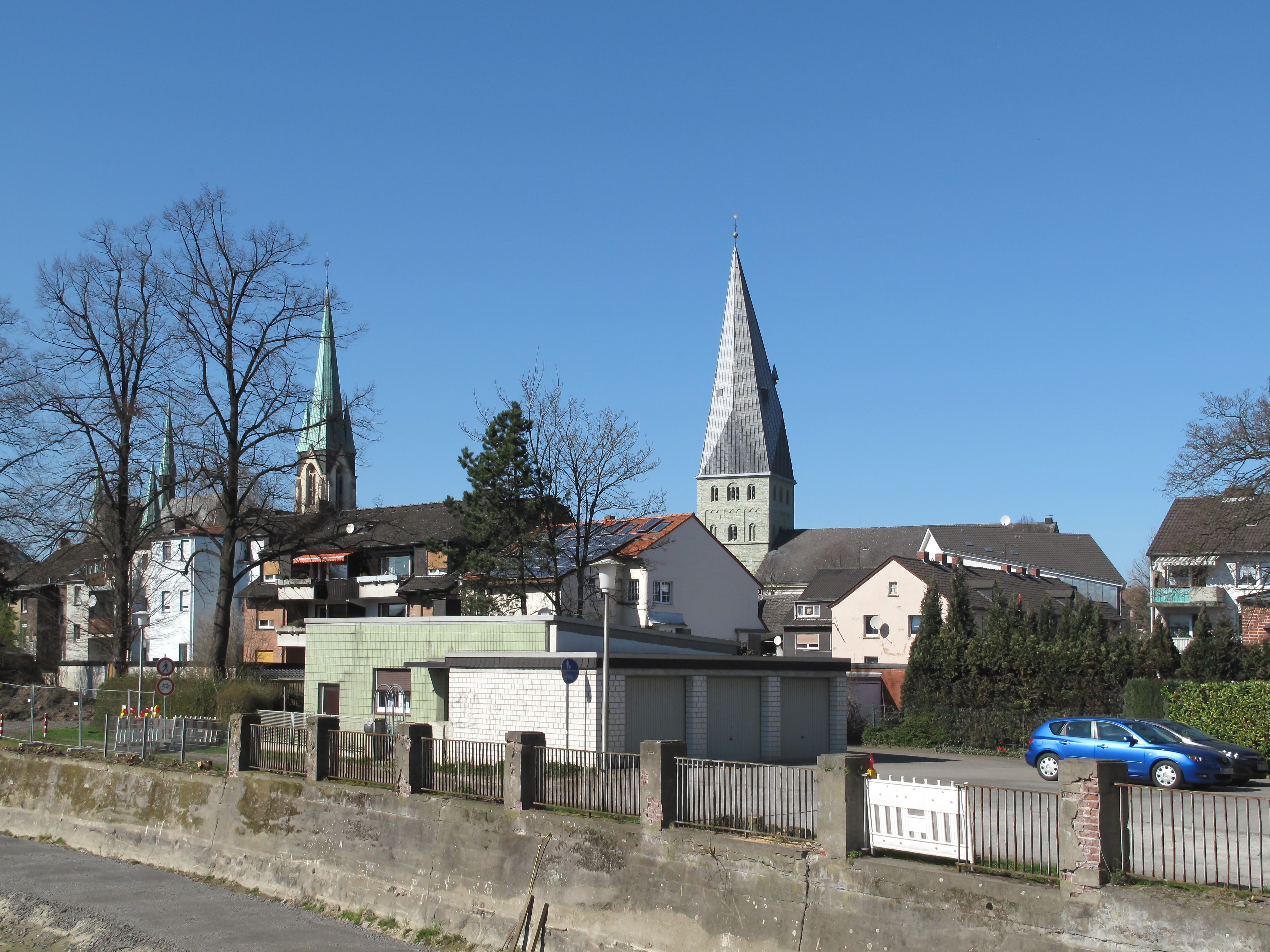
Kamen mit Heilige Familie (links) und Pauluskirche (rechts)

## Geografie

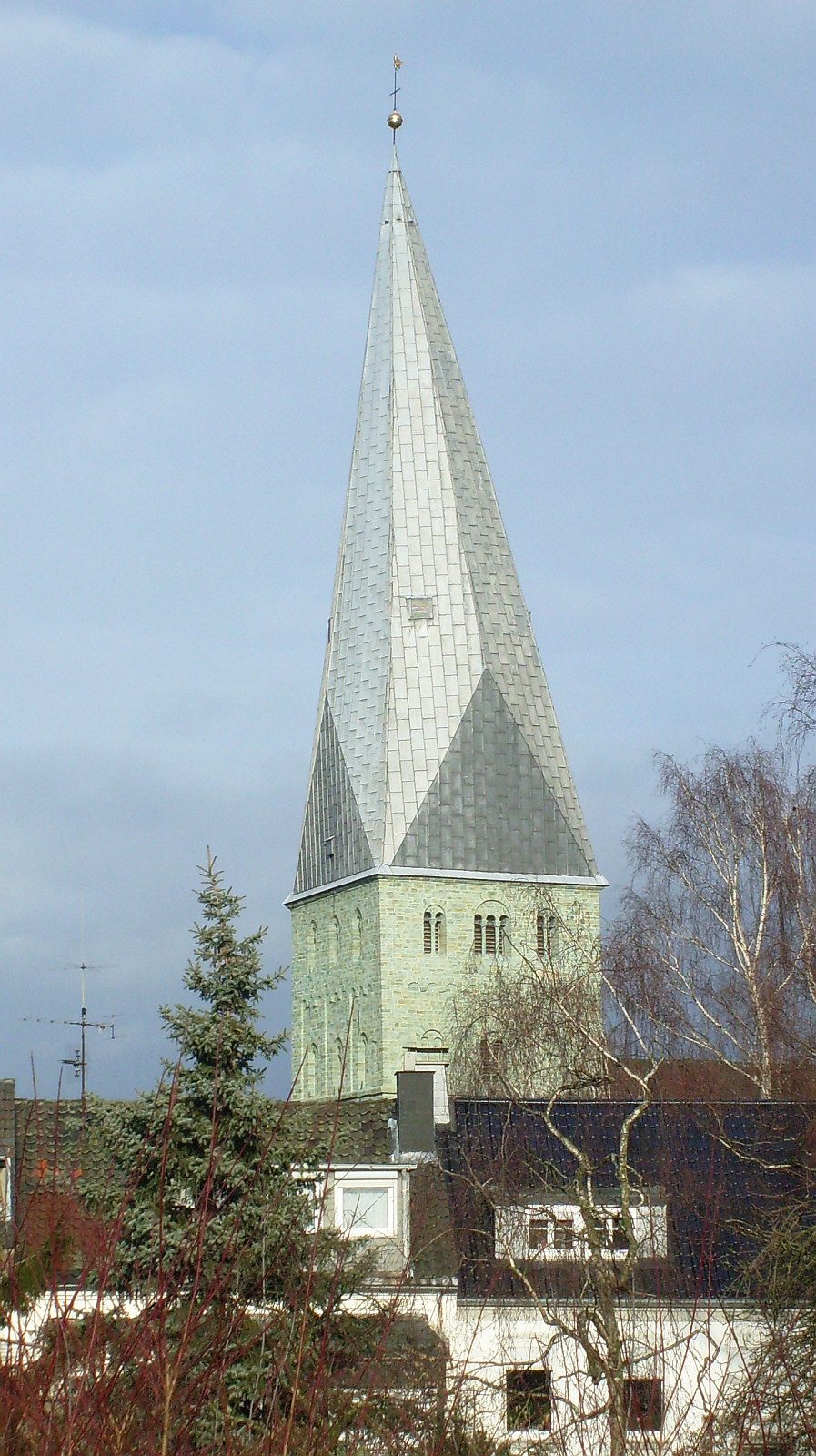
Das Wahrzeichen von Kamen: Der „Schiefe Turm“ der Pauluskirche

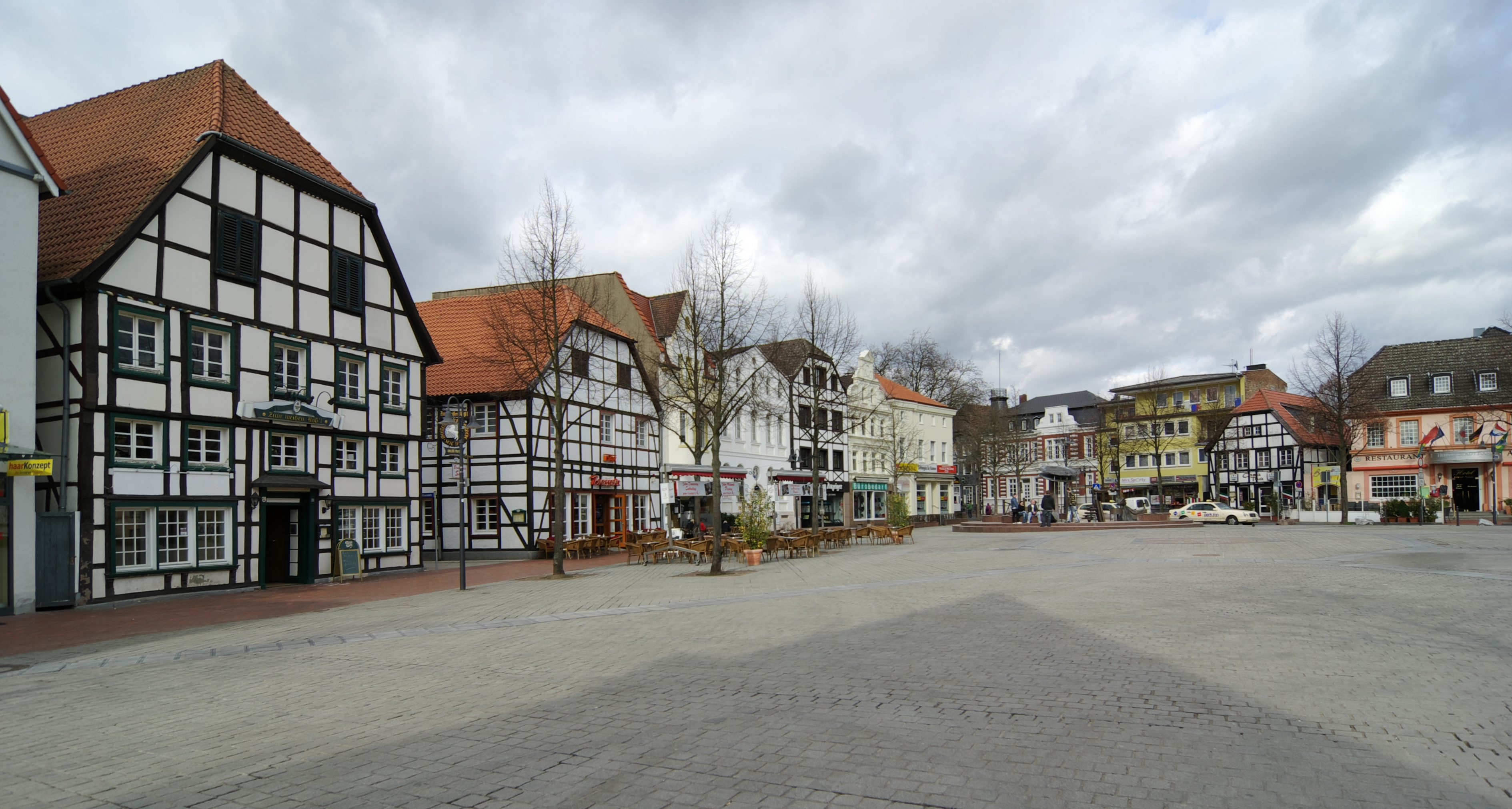
Alter Markt

Kamen liegt am Südrand der Westfälischen Bucht und unmittelbar nördlich des ersten Höhenrückens der mitteldeutschen Hügelzone, des Haarstrangs, und nahe der Hellweg-Zone, die durch die Kreisstadt und südliche Nachbarstadt Unna zentriert ist.
Kamen wird von Osten nach Westen von dem Flüsschen Seseke durchströmt, das im westlichen Stadtgebiet den aus dem Dortmunder Osten kommenden Körnebach aufnimmt. Am Zusammenfluss werden beide Flüsschen, die ein Jahrhundert lang offene Schmutzwasserläufe waren, in der Kläranlage Kamen-Körnebach geklärt. Im Rahmen des Sesekeprogramms wurde beide Wasserläufe renaturiert und fließen nun teils in künstlichen Mäandern.
Kamen liegt in der Südwestecke des Kamener Kreuzes, einem der wichtigsten Straßenverbindungspunkte Deutschlands. Das Stadtgebiet wird in Ost-West-Richtung durch die Eisenbahn-Magistrale Dortmund–Hamm gegliedert, was bis zur Schaffung der bahnüberbrückenden Hochstraße (B 233) Anfang der 1970er Jahre wegen des schienengleichen Bahnübergangs ein gewaltiges Verkehrsproblem für den innerstädtischen und regionalen Nord-Süd-Verkehr nach sich zog.
Weite Teile des Kamener Stadtgebiets sind landwirtschaftlich geprägt. In der Stadt befinden sich kleine Grünzonen mit dem Postpark, dem Stadtpark, dem Koppelteich-Park, dem Park am Galgenberg und der baumbestandenen Seseke-Aue (siehe Foto). Nahe den Stadtgrenzen finden sich zwei Waldgebiete, der Kurler Busch jenseits der Stadtgrenze zu Dortmund im Westen und im Osten das Naturschutzgebiet Holzplatz, das teilweise zu Bönen gehört. Vollständig auf Kamener Gebiet liegt das Heerener Holz, ein rund 65 Hektar großes, bewaldetes Naturschutzgebiet. Die einzelnen Ortschaften von Kamen sind durch Ackerland voneinander getrennt; das Kamener Umland gehört zum Randgebiet der sehr fruchtbaren und ertragreichen Werl-Unnaer Börde.

## Gliederung und angrenzende Gemeinden
Kamen grenzt im Uhrzeigersinn im Norden beginnend an die Städte und Gemeinden Bergkamen, Hamm, Bönen, Unna, Dortmund und Lünen.

### Stadtgliederung
Die Stadt Kamen gliedert sich in vier Ortschaften und sechs Stadtteile
Ortschaften:
1. Kamen-Mitte (mit Rottum und Derne)
2. Heeren-Werve
3. Methler (mit Westick und Wasserkurl)
4. Südkamen (mit Kamen-Süd)

Stadtteile:
| Stadtteil                            | Einwohner | Fläche [km²] | Bevölkerungsdichte [EW/km²] |
| ------------------------------------ | --------- | ------------ | --------------------------- |
| Kamen-Mitte                          | 20.847    | 07,4         | 2.817                       |
| Methler (mit Westick und Wasserkurl) | 11.393    | 12,6         | 0.904                       |
| Heeren-Werve                         | 08.225    | 10,1         | 0.814                       |
| Südkamen (mit Kamen-Süd)             | 04.579    | 06,0         | 0.763                       |
| Derne                                | 00068     | 02,5         | 0.027                       |
| Rottum                               | 00085     | 02,3         | 0.037                       |
| Gesamt                               | 45.197    | 40,9         | 1.105                       |

Die Einwohnerzahlen haben den Stand vom Dezember 2023 und umfassen Haupt- und Nebenwohnsitze.

#### Methler

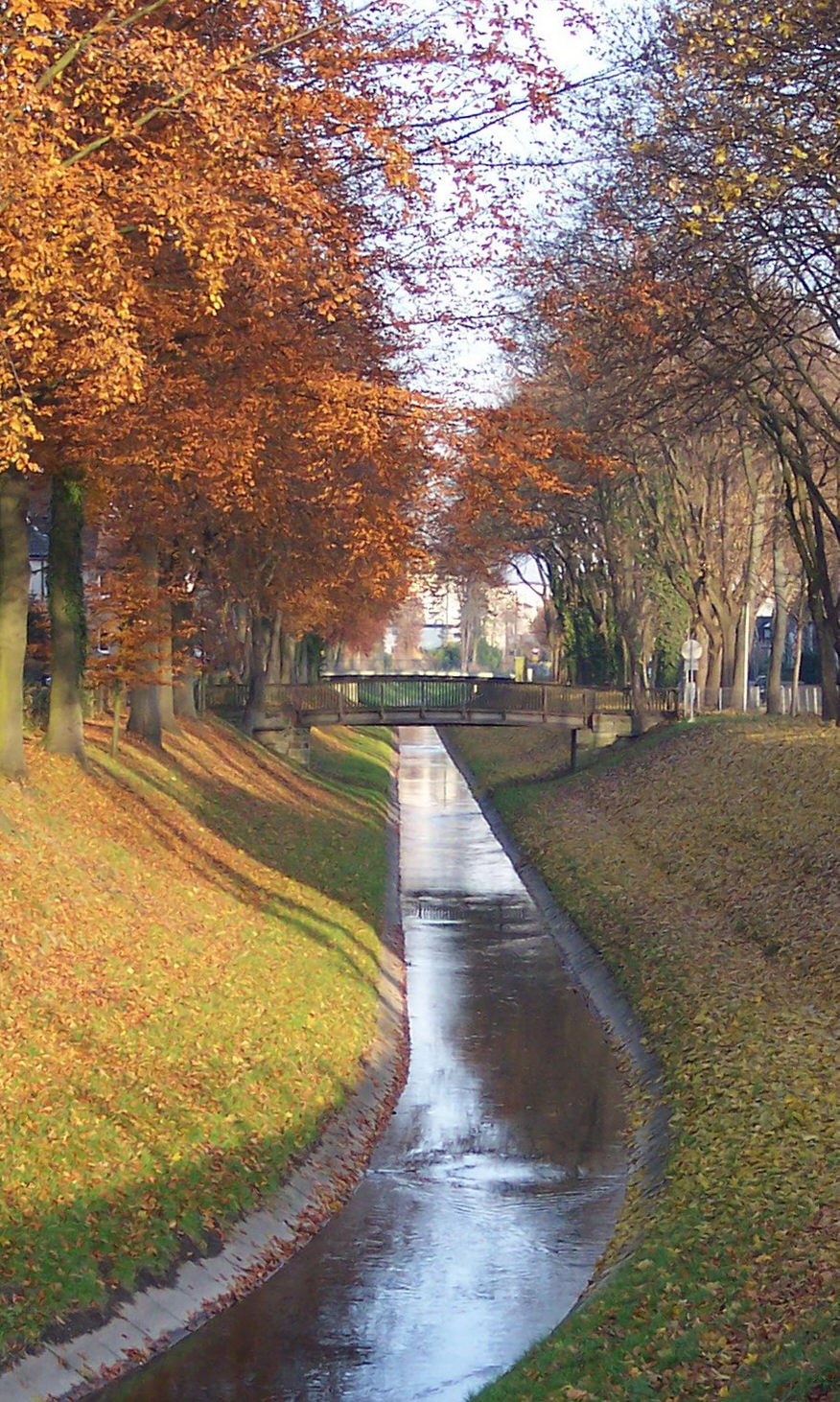
Die Seseke in Kamen

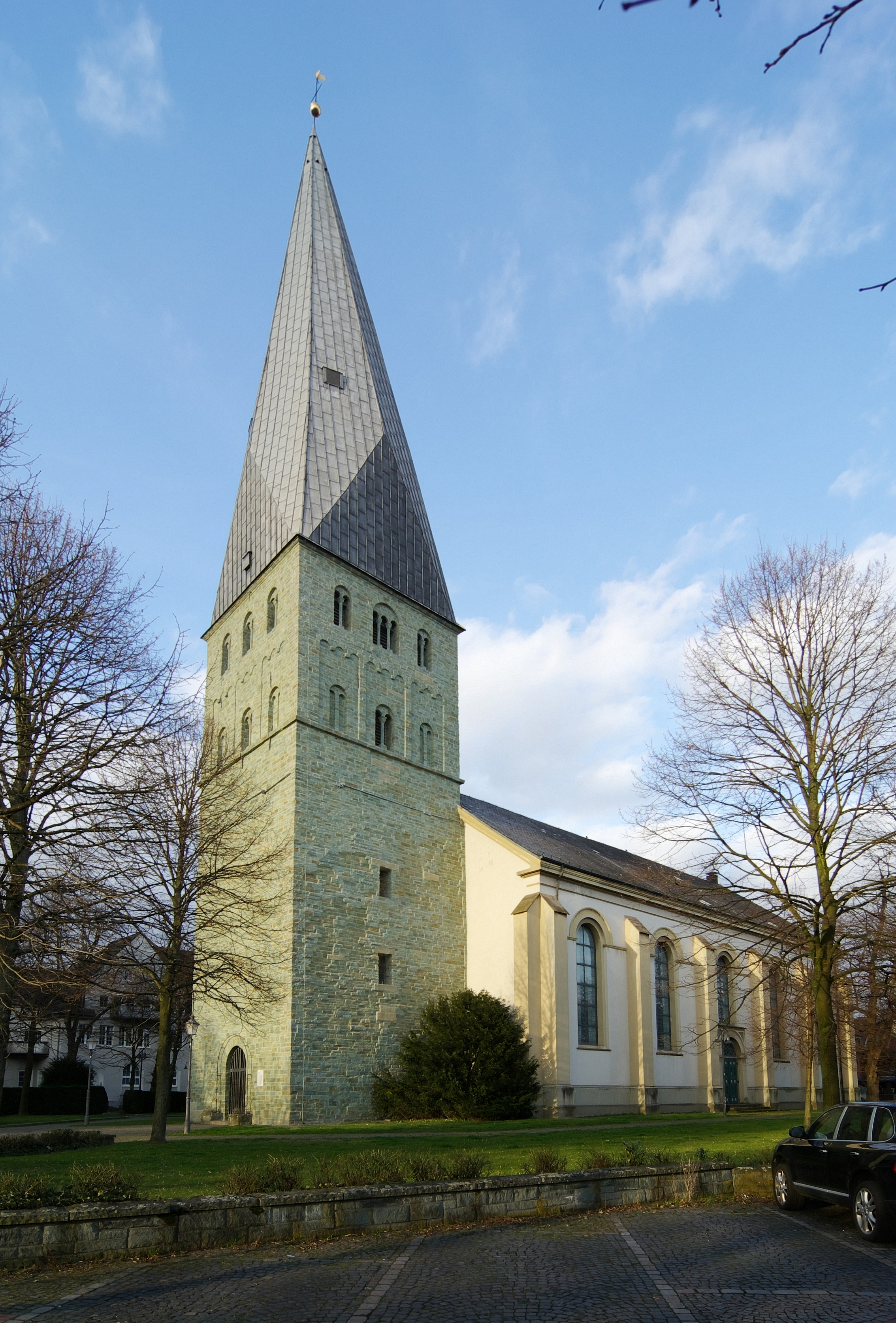
Pauluskirche in Kamen

Der Bereich, der heute als Stadtteil Methler bezeichnet wird, hat eine über 1100-jährige Geschichte und bestand vor der kommunalen Neuordnung von 1968 aus den selbständigen Gemeinden Methler, Westick und Wasserkurl. Die Ortslage Kaiserau war nie eine eigenständige Gemeinde, sondern ursprünglich eine Bergarbeitersiedlung, die sich auf den Gemeindegebieten von Westick und Methler befand. Der Name „Kaiserau“ wurde bundesweit durch die Sportschule Kaiserau bekannt, die inzwischen in SportCentrum Kaiserau umbenannt wurde. Hier trainierte die deutsche Fußballnationalmannschaft zu den Fußball-Weltmeisterschaften 1974 und 1990. Während der Fußball-Weltmeisterschaft 2006 war die spanische Nationalmannschaft zu Gast.
Hauptverbindungsstrecke zwischen der Kamener Innenstadt und Methler ist die Westicker Straße, die sich nach einem großzügigen Ausbau in den 1970er Jahren zu einem Unfallschwerpunkt entwickelt hatte. Durch den Bau mehrerer Kreisverkehre wurde dieser Entwicklung begegnet.

#### Südkamen
Südkamen entstand als Wohnbereich um ehemalige landwirtschaftliche Hofstellen herum. Mit der formellen Zusammenlegung der Siedlungsbereiche Kamen-Süd und Südkamen entstand der heutige Stadtteil Südkamen, der heute eine umfangreiche soziale Infrastruktur (Seniorenzentrum, Behindertenwerkstätten, Grundschule, Kindergärten, evangelische und katholische Gemeindehäuser) bietet. Insbesondere die großflächigen Gewerbegebiete Zollpost und Kamen Karree haben eine wichtige Versorgungsfunktion für die gesamte Stadt Kamen (Verbrauchermarkt, Möbelhaus, Gartenmarkt, Baumarkt u. a.) und über die Stadtgrenzen hinaus.

#### Kamen-Süd
Kamen-Süd ist eigentlich Teil der Kamener Stadt, wird jedoch durch die Eisenbahnlinie von der nördlich gelegenen Innenstadt getrennt. Die für Autos nutzbaren Verbindungen zum Innenstadtbereich sind die Hochstraße der B233, die aufgrund der langen Rampen für jeden Nord-Süd-Weg mindestens drei Kilometer zu fahren erfordert und nicht als Fußweg oder per Fahrrad genutzt werden kann, sowie die Südkamener Spange (K 40n), die die Bahnlinie etwa 1,3 km südwestlich des Kamener Bahnhofs unterquert. Fußgänger und Radfahrer können darüber hinaus eine Unterführung östlich des Bahnhofs nutzen.
Aufgrund dieser Trennung versteht sich Kamen-Süd als eigener Stadtteil und war lange auch von Südkamen durch einige hunderte Meter Ackerland getrennt. Insbesondere durch die Erschließung von Wohngebieten im südlichen Ortsteil in den 1980er Jahren ist Kamen-Süd mit Südkamen inzwischen zusammengewachsen. Daher wurde bereits damals der Stadtteil Kamen-Süd mit dem Stadtteil Südkamen zusammengelegt. Heute gibt es somit (gemäß § 1 Absatz 2 der Hauptsatzung der Stadt Kamen) nur noch den Stadtteil Südkamen.

#### Heeren-Werve
Heeren-Werve liegt südöstlich von Kamen-Mitte zwischen Bönen, Unna und dem Kamener Stadtkern.
Heeren mit dem Stammsitz Haus Heeren des märkischen Uradelsgeschlechts von der Recke war eine eigene Bauerschaft und hat bis heute einen ausgeprägten Ortskern. Die Heerener sind in ihrem Selbstverständnis zumeist nicht erst Kamener, sondern eben Heerener. Der Weg zur Stadt Kamen ist mit über vier Kilometern recht weit.
Auch der Ortsteil Werve hat einen eigenen kleinen Dorfkern und ist sowohl westfälisch ländlich als auch aus der Bergbauzeit geprägt. Getrennt werden Heeren und Werve durch den Mühlbach. Zu erreichen ist der jeweils andere Teil des Dorfes über eine von vier Brücken.

#### Rottum
Rottum liegt nordöstlich des Kamener Kreuzes, wo sich die Bundesautobahnen A 1 und A 2 kreuzen. In dennoch sehr ruhiger Lage leben im Moment etwa neunzig Menschen in Rottum, das nach Derne der zweitkleinste Stadtteil ist. Infolge des Getrenntseins durch zwei Autobahntrassen orientiert sich Rottum eher zum benachbarten Bönen-Nordbögge und zu Hamm.

#### Derne
Derne ist eine verstreute Bauerschaft im Osten von Kamen, von der Innenstadt durch die A 1 getrennt. Der wohl bekannteste Anziehungspunkt von Derne ist das Segelfluggelände Kamen-Heeren an der Grenze zu Heeren-Werve. Hier findet jedes Jahr im Mai das Drachenflugfestival „Kite“ mit internationaler Beteiligung statt, das mit seinen zahlreichen ausgefallenen Drachen und seinem bunten Rahmenprogramm Zuschauer aus der ganzen Region anlockt.

## Geschichte
Am 1. Januar 1968 wurden die vorher selbständigen Orte Derne, Heeren-Werve, Methler, Rottum und Südkamen eingemeindet.

## Demographie

### Einwohnerentwicklung
Die Einwohnerentwicklung weist eine typische Kurve der Ruhrgebiets-Industrialisierung aus. In Kamen stiegen die Einwohnerzahlen mit dem Abteufen der Zechen Monopol und Königsborn in den 1870er Jahren. Am 1. Dezember 1910 hatten die Gemeinden auf dem heutigen Kamener Stadtgebiet zusammengenommen 21.091 Einwohner (Kamen: 10.754, Methler: 2.368, Westick: 2.615, Wasserkurl: 549, Heeren-Werve: 4.032, Südkamen: 593, Derne: 67, Rottum: 113).
Nach der Eingemeindung von Heeren und Methler und der Montankrise stabilisierte sich die Einwohnerzahl knapp unterhalb der förderungsrelevanten 50.000er Schallmauer. Seit dem Ende der 1990er Jahre ist sie rückläufig. 1997 lebten in Kamen laut Landesdatenbank NRW 47.004 Einwohner, 2007 waren es noch 45.494, 2017 waren es 43.275. Bis 2050 soll die Einwohnerzahl auf rund 39.000 schrumpfen.

### Einwohnerstatistik
Nach den statistischen Daten des Demographie-, des Integrations- sowie des Sozialberichts, die von Wegweiser-Kommune veröffentlicht wurden, ergeben sich für Kamen folgende Werte (Stand: 2022):
- Bevölkerungsanteil der unter 18-Jährigen: 16,1 %
- Bevölkerungsanteil der mindestens 65-Jährigen: 24,6 %
- Medianalter: 49,5 Jahre
- Ausländeranteil: 11,2 %
- Arbeitslosenanteil (im Verhältnis zu den sozialversicherungspflichtig Beschäftigten): 9,4 %

## Religion
Um 1540 wurde in Kamen von den Gemeinden an St. Severin in Kamen, St. Margarete in Methler und der Pfarrkirche in Heeren zunächst der evangelisch-lutherische Glaube angenommen. Um 1600 wechselten die Gemeinden in der Stadt und in Heeren zum reformierten Bekenntnis, während in der Stadt eine Minderheit und die Gemeinde in Methler lutherisch blieben. Um 1740 wurde der lutherischen Minderheit in der Stadt eine eigene Kirche genehmigt, die heutige Lutherkirche. Die evangelischen Gemeinden in Kamen schlossen sich 1920 zusammen, infolgedessen wurde die Severinskirche in Pauluskirche umbenannt.
Erst durch den Zuzug von Arbeitskräften infolge des Bergbaus im 19. Jahrhundert entstanden zu Beginn des 20. Jahrhunderts die katholischen Gemeinden mit den drei Kirchen Heilige Familie in Kamen, St. Marien Kaiserau in Methler (seit 2008 als Pastoralverbund Kamen-Kaiserau) und Herz Jesu in Heeren-Werve.
Durch spätere Arbeitsmigration hat Kamen vor allem in den nördlichen Stadtteilen auch einen islamischen Bevölkerungsanteil. Auf der Lüner Höhe existiert entsprechend eine islamische Kultusgemeinde. Andere Religionen sind in Kamen nicht stark vertreten.

## Politik/Verwaltung

### Ergebnisse der Kommunalwahlen 2020 in Kamen
Die Sitze im Stadtrat verteilen sich nach dem Ergebnis der Kommunalwahl 2020 folgendermaßen auf die einzelnen Parteien:
| Partei | Stimmen | % (2020) | % (2014) | +/− | Sitze (2020) | Sitze (2014) | +/− |
| --- | --- | --- | --- | --- | --- | --- | --- |
| SPD | 6.917 | 41,2 % | 51,6 % | −10,4 % | 21 | 22 | −1 |
| CDU | 4.137 | 24,7 % | 25,2 % | −0,5 % | 13 | 10 | +3 |
| Bündnis 90/Die Grünen | 3.055 | 18,2 % | 10,3 % | +7,9 % | 09 | 04 | +5 |
| FW Kamen | 0.811 | 04,8 % | 03,6 % | +1,2 % | 02 | 01 | +1 |
| Die LINKE | 0.722 | 04,3 % | 05,8 % | −1,5 % | 02 | 02 | ±0 |
| FDP | 0.693 | 04,1 % | 02,6 % | +1,5 % | 02 | 01 | +1 |
| AfD | 0.447 | 02,7 % | 00,0 % | +2,7 % | 01 | 0 | +1 |
| Gültige Stimmen | 16.7820 | | | | | | |
| Ungültige Stimmen | 0.240 | | | | | | |
| Stimmen insgesamt | 17.0220 | | | | 50 | 40 | +10 |
| Wahlberechtigte insgesamt | 35.3250 | 48,2 % | 52,1 % | −3,9 % | | | |
| Ratswahl 13.09.2020 KamenWahlbeteiligung: 48,2 % 50403020100 41,2 %24,7 %18,2 %4,8 %4,3 %4,1 %2,7 % SPDCDUGrüneFWdLinkeFDPAfDGewinne und Verlusteim Vergleich zu 2014 %p 8 6 4 2 0 −2 −4 −6 −8−10−12−10,4 %p−0,5 %p+7,9 %p+1,2 %p−1,5 %p+1,5 %p+2,7 %pSPDCDUGrüneFWLinkeFDPAfDAnmerkungen:d Freie Wählergemeinschaft Kamen | Ratswahl 13.09.2020 KamenWahlbeteiligung: 48,2 % 50403020100 41,2 %24,7 %18,2 %4,8 %4,3 %4,1 %2,7 % SPDCDUGrüneFWdLinkeFDPAfDGewinne und Verlusteim Vergleich zu 2014 %p 8 6 4 2 0 −2 −4 −6 −8−10−12−10,4 %p−0,5 %p+7,9 %p+1,2 %p−1,5 %p+1,5 %p+2,7 %pSPDCDUGrüneFWLinkeFDPAfDAnmerkungen:d Freie Wählergemeinschaft Kamen | Ratswahl 13.09.2020 KamenWahlbeteiligung: 48,2 % 50403020100 41,2 %24,7 %18,2 %4,8 %4,3 %4,1 %2,7 % SPDCDUGrüneFWdLinkeFDPAfDGewinne und Verlusteim Vergleich zu 2014 %p 8 6 4 2 0 −2 −4 −6 −8−10−12−10,4 %p−0,5 %p+7,9 %p+1,2 %p−1,5 %p+1,5 %p+2,7 %pSPDCDUGrüneFWLinkeFDPAfDAnmerkungen:d Freie Wählergemeinschaft Kamen | Ratswahl 13.09.2020 KamenWahlbeteiligung: 48,2 % 50403020100 41,2 %24,7 %18,2 %4,8 %4,3 %4,1 %2,7 % SPDCDUGrüneFWdLinkeFDPAfDGewinne und Verlusteim Vergleich zu 2014 %p 8 6 4 2 0 −2 −4 −6 −8−10−12−10,4 %p−0,5 %p+7,9 %p+1,2 %p−1,5 %p+1,5 %p+2,7 %pSPDCDUGrüneFWLinkeFDPAfDAnmerkungen:d Freie Wählergemeinschaft Kamen | Ratswahl 13.09.2020 Kamen SitzverteilungInsgesamt 50 Sitze - Linke: 2 - SPD: 21 - Grüne: 9 - CDU: 13 - FDP: 2 - AfD: 1 - Sonst.: 2 Sonstige: Freie Wählergemeinschaft Kamen | Ratswahl 13.09.2020 Kamen SitzverteilungInsgesamt 50 Sitze - Linke: 2 - SPD: 21 - Grüne: 9 - CDU: 13 - FDP: 2 - AfD: 1 - Sonst.: 2 Sonstige: Freie Wählergemeinschaft Kamen | Ratswahl 13.09.2020 Kamen SitzverteilungInsgesamt 50 Sitze - Linke: 2 - SPD: 21 - Grüne: 9 - CDU: 13 - FDP: 2 - AfD: 1 - Sonst.: 2 Sonstige: Freie Wählergemeinschaft Kamen | Ratswahl 13.09.2020 Kamen SitzverteilungInsgesamt 50 Sitze - Linke: 2 - SPD: 21 - Grüne: 9 - CDU: 13 - FDP: 2 - AfD: 1 - Sonst.: 2 Sonstige: Freie Wählergemeinschaft Kamen |

### Rat der Stadt
In der folgenden Tabelle ist die Sitzverteilung im Rat seit der Kommunalwahl 2009 dargestellt.
| Partei / Liste | Sitze 2020 | Sitze 2014 | Sitze 2009 |
| SPD            | 21         | 22         | 24         |
| CDU            | 13         | 10         | 10         |
| Grüne          | 09         | 04         | 04         |
| Die Linke      | 02         | 02         | 02         |
| FDP            | 02         | 01         | 02         |
| FW             | 02         | 01         | 0          |
| AfD            | 01         | 0          | 0          |
| Sonstige       | 0          | 0          | 02         |
| Gesamt         | 50         | 40         | 44         |

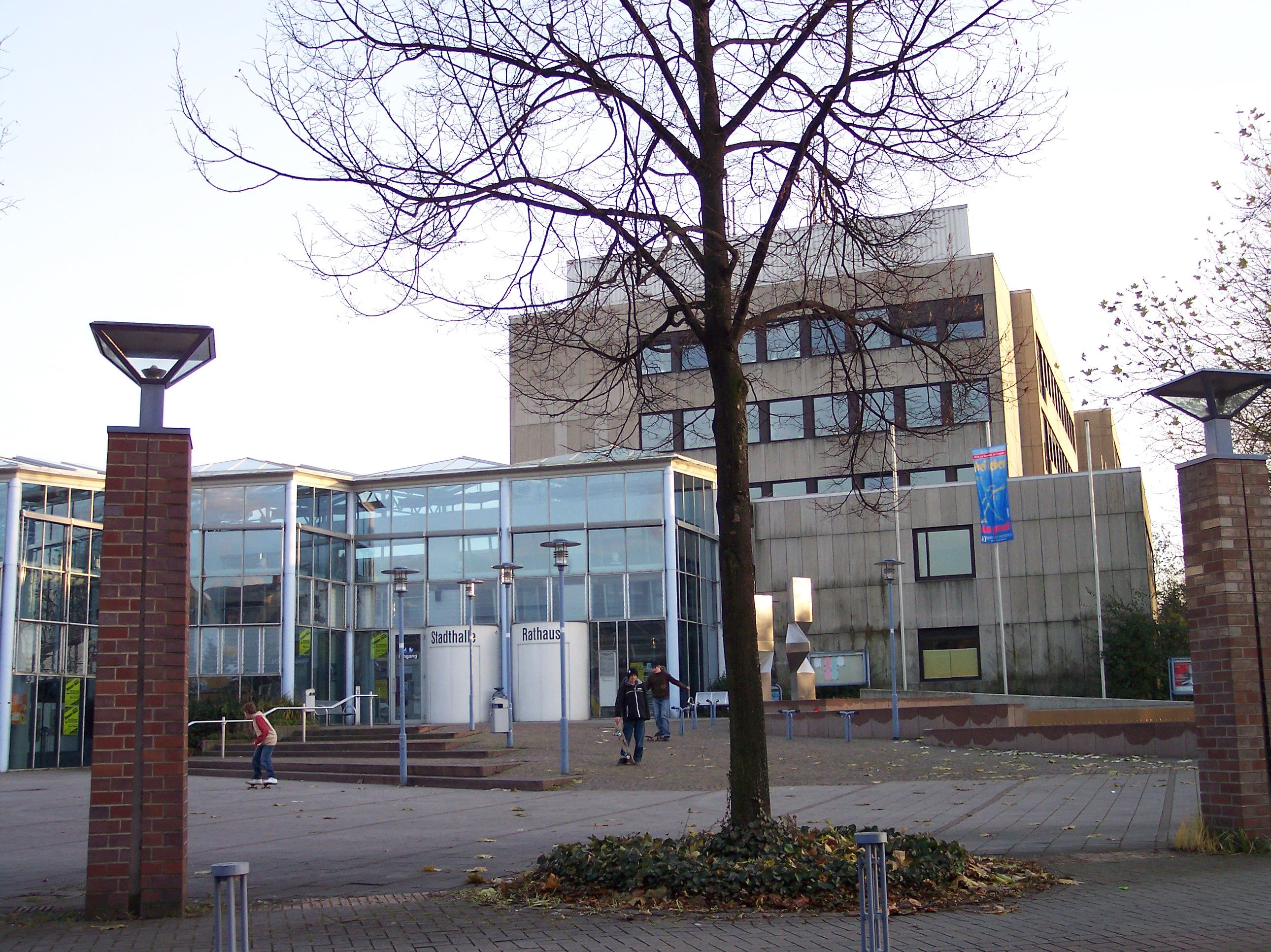
Neues Rathaus von Kamen

In der nachfolgenden Tabelle sind die Ergebnisse der Kommunalwahlen ab 1975 aufgelistet. Bis 2004 sind die Stimmenanteile nur der Parteien und Wählergemeinschaften aufgeführt, die wenigstens einmal mindestens 1,95 Prozent der Stimmen erhalten haben.
| Jahr     | SPD    | CDU    | Grüne1 | Linke | FW    | FDP   | BG2   | VK3   | VDS/DKP4 | AfD   |
| -------- | ------ | ------ | ------ | ----- | ----- | ----- | ----- | ----- | -------- | ----- |
| 1975     | 55,9 % | 32,7 % |        |       |       | 6,1 % |       |       | 5,3 %    |       |
| 1979     | 60,0 % | 32,0 % |        |       |       | 6,7 % |       |       | 1,3 %    |       |
| 1984     | 56,5 % | 26,5 % | 13,1 % |       |       | 3,9 % |       |       |          |       |
| 1989     | 54,4 % | 24,2 % | 17,0 % |       |       | 4,3 % |       |       |          |       |
| 1994     | 53,2 % | 28,6 % | 15,7 % |       |       | 2,6 % |       |       |          |       |
| 1999     | 49,5 % | 37,7 % | 09,3 % |       |       | 3,6 % |       |       |          |       |
| 2004     | 49,0 % | 30,1 % | 11,2 % |       |       | 4,4 % | 5,2 % |       |          |       |
| 2009     | 52,2 % | 23,1 % | 09,2 % | 5,4 % |       | 5,0 % | 3,1 % | 1,3 % |          |       |
| 2014     | 51,6 % | 25,2 % | 10,3 % | 5,7 % | 3,5 % | 2,6 % |       |       |          |       |
| [00]2020 | 41,2 % | 24,7 % | 18,2 % | 4,3 % | 4,8 % | 4,1 % |       |       |          | 2,7 % |

| 1 Grüne 1984: Grüne: 7,8 %, GAL: 5,3 %, 1989: Grüne: 10,5 %, GAL: 6,5 %, 1994: B’90/Grüne: 10,8 %, GAL: 4,9 %, 1999: B’90/Grüne, 2004: B’90/Grüne: 8,1 %, GAL: 3,1 %, 2009 und 2014: B’90/Grüne | 2 Bürgergemeinschaft Kamen e. V. 3 Volksinitiative Kamen 4 1975: VDS, 1979: DKP |

### Bürgermeister(in)
Bürgermeister Erdtmann, ein früherer Bergmann und Grundschulrektor, war der erste hauptamtliche Bürgermeister nach der Kommunal-Gesetzesreform der 1990er Jahre. Der zuvor in Kamen amtierende Stadtdirektor Hermann Görres wurde Geschäftsführer der Gemeinschaftsstadtwerke (zusammen mit Bönen und Bergkamen).
Hermann Hupe (* 1950), zuvor Schulleiter des Gymnasiums, wurde im Jahr 2003 als Bürgermeister der Vorsitzende der städtischen Verwaltung. Er wurde mit 55,1 % der gültigen Stimmen gewählt. Im Jahr 2009 erhielt er 68,6 % der Stimmen und 2014 wurde er bei einer Wahlbeteiligung von 52,1 % mit einem Stimmenanteil von 71,8 % wiedergewählt. Zum 31. Juli 2018 trat er auf eigenen Wunsch vom Amt des Bürgermeisters der Stadt Kamen zurück.
Seit dem 1. August 2018 ist Elke Kappen (SPD) als erste Frau in das Amt des Stadtoberhaupts nachgefolgt. In einer Stichwahl am 1. Juli 2018 konnte sie einen Stimmenanteil von 54,3 % erringen.
|                           |                           | Bürgermeisterwahl 17.06.2018 | Bürgermeisterwahl 17.06.2018 | Bürgermeisterstichwahl 01.07.2018                                                                                           | Bürgermeisterstichwahl 01.07.2018                                                                                           |
| Partei                    | Kandidat                  | Stimmen | % (2018) | Stimmen | % (2018) |
| ------------------------- | ------------------------- | --- | --- | --- | --- |
| SPD                       | Kappen, Elke              | 6.267 | 45,0 % | 6.294 | 54,3 % |
| CDU                       | Brückel, Tanja            | 4.196 | 30,1 % | 5.297 | 45,7 % |
|                           | Büchel, Jonas             | 3.460 | 24,9 % | – | – |
| Gültige Stimmen           | Gültige Stimmen           | 13.9230 | | 11.5910 | |
| Ungültige Stimmen         | Ungültige Stimmen         | 0.069 | | 0.116 | |
| Stimmen insgesamt         | Stimmen insgesamt         | 13.9920 | | 11.7070 | |
| Wahlberechtigte insgesamt | Wahlberechtigte insgesamt | 35.6300 | 39,3 % | 35.5350 | 32,9 % |
|                           |                           | BürgermeisterwahlWahlbeteiligung: 39,3 % 50403020100 45,0 %30,1 %24,9 % SPDaCDUbSonst.cAnmerkungen:a Kappen, Elkeb Brückel, Tanjac Büchel, Jonas | BürgermeisterwahlWahlbeteiligung: 39,3 % 50403020100 45,0 %30,1 %24,9 % SPDaCDUbSonst.cAnmerkungen:a Kappen, Elkeb Brückel, Tanjac Büchel, Jonas | BürgermeisterstichwahlWahlbeteiligung: 32,9 % 6050403020100 54,3 %45,7 % SPDaCDUbAnmerkungen:a Kappen, Elkeb Brückel, Tanja | BürgermeisterstichwahlWahlbeteiligung: 32,9 % 6050403020100 54,3 %45,7 % SPDaCDUbAnmerkungen:a Kappen, Elkeb Brückel, Tanja |

### Verwaltung
Die Verwaltung von Kamen ist in einem recht neuen Rathaus vor den westlichen Toren der Innenstadt konzentriert. Einige
Verwaltungsbereiche, so die VHS und das Stadtarchiv, sind in anderen städtischen Liegenschaften ausgelagert.

### Wappen, Flagge und Banner
| Wappen der Stadt Kamen, Kreis Unna | Blasonierung: „In Gold (Gelb) ein in drei Reihen je sechsfach geteilter in Rot und Silber (Weiß) geschachter Balken, darüber ein rotes Kammrad.“ |
| Wappen der Stadt Kamen, Kreis Unna | Wappenbegründung: Das Wappen wurde am 16. Dezember 1912 durch den preußischen König Wilhelm II. verliehen. Es geht auf das 1284 belegte Siegel der Stadt zurück, welches allerdings das Kammrad unterhalb des Schachbalkens aufweist. Der märkische Schachbalken als Zeichen der früheren Zugehörigkeit zur Grafschaft Mark wird von 14 märkischen Städten bzw. ehemaligen Städten geführt. Das Kammrad soll sich auf die schon früh nachgewiesenen Mühlen an der Seseke beziehen. Bei Einführung des Wappens wurde die vom preußischen Heroldsamt verordnete Wappenform angenommen, ein unten zugespitzter spanischer Schild mit oben aufgesetzter, dreitürmiger Mauerkrone. Diese Form wurde für die meisten Städte mit mittelalterlicher Tradition verordnet. Die Mauerkrone sollte die Wehrhaftigkeit Deutschlands unterstreichen. |

Die Hissflagge ist Blau-Weiß geteilt mit dem Stadtwappen in der Mitte. Das Banner ist Blau-Weiß gespalten mit dem Stadtwappen im oberen Drittel.

Hissflagge
Banner
Wappen der ehem. Gemeinde Heeren-Werve
Wappen der ehem. Gemeinde Methler
Wappen der ehem. Gemeinde Südkamen
Wappen der ehem. Gemeinde Westick
Wappen des ehem. Amtes Pelkum
Wappen des ehem. Amtes Unna-Kamen

### Städtepartnerschaften
Kamen unterhält mit folgenden Städten Partnerschaften:
| - Montreuil-Juigné (Frankreich, seit 1969) - Ängelholm (Schweden, seit 1978) - Eilat (Israel, seit 1979) - Beeskow (Deutschland, seit 1990) | - Bandırma (Türkei, seit 1999) - Sulęcin (Zielenzig) (Polen, seit 2002) - Unkel (Deutschland, seit 2005) |

## Kultur und Sehenswürdigkeiten

### Bauwerke

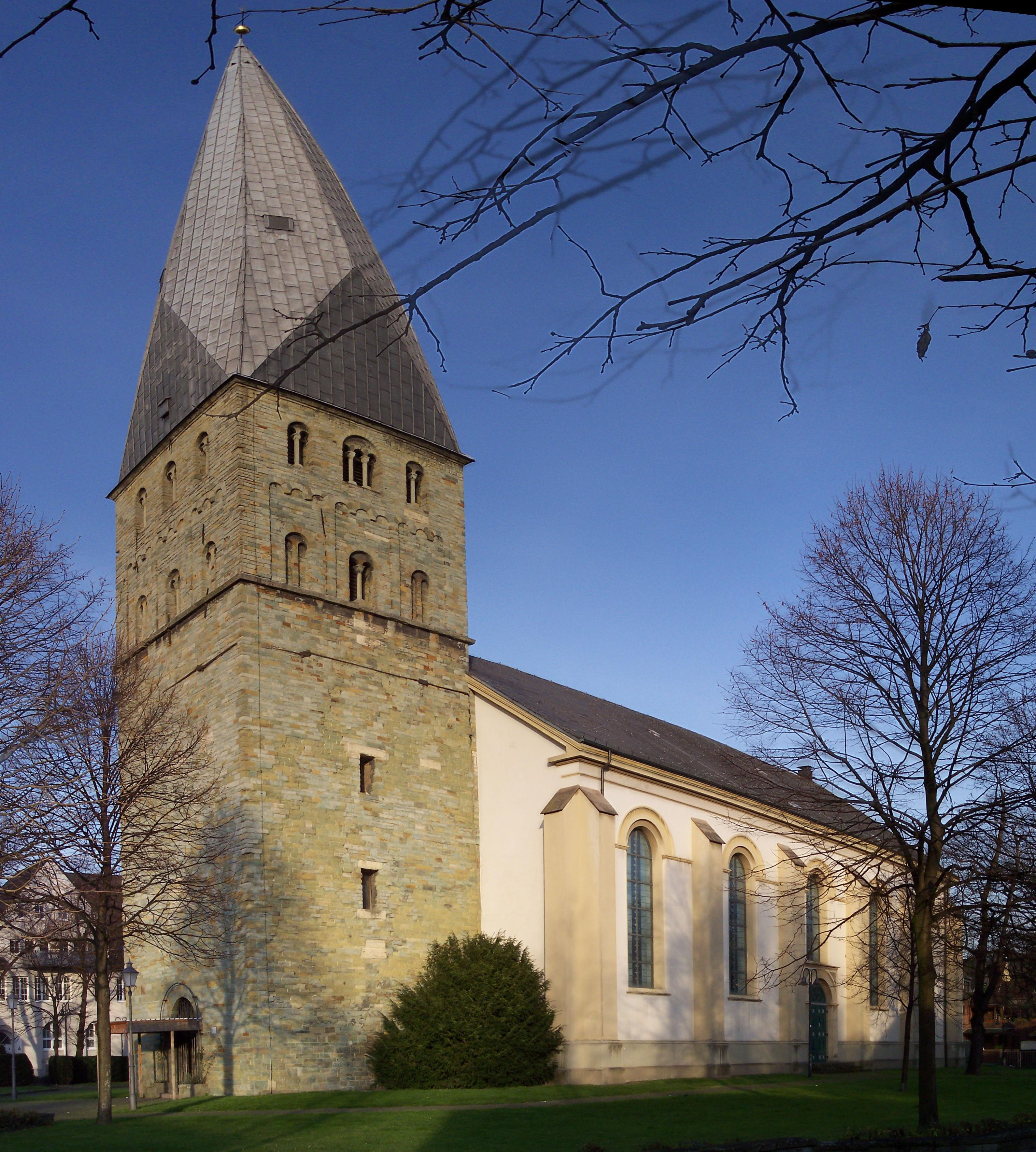
Ev. Pauluskirche

#### Pauluskirche
Der romanische Turmbau der Pauluskirche aus grünem Sandstein und das (nicht mehr erhaltene) ursprüngliche Kirchenschiff wurden im 12. Jahrhundert errichtet. Die Dachhaube (im Volksmund „Schiefer Turm“ genannt) soll bei ihrer Errichtung im 14. Jahrhundert angeblich bewusst gegen die vorherrschende Windrichtung geneigt worden sein, da der alte Turm um etwa 1800 durch einen Sturm nach hinten gekippt und so das Kirchenschiff zerstört wurde. Nach dem Wiederaufbau wurde der Turm in die entgegengesetzte Windrichtung gebaut, sodass er, falls er nochmal fallen sollte, es unmöglich wäre, dass er auf dem Kirchenschiff landet. Aus dem Bau des schiefen Turmes resultierten ein großer Platz und ausschließlich unbewohnte Gebäude vor dem Turm. Er ist heute das Wahrzeichen von Kamen und im Stadtlogo vereinfacht (als Kontur) dargestellt. Der Turm wurde lange Zeit renoviert, da immer wieder Teile der Sandsteine abbrachen und hinunterfielen. Das heutige Kirchenschiff dieser evangelischen Stadtkirche wurde 1844–1849 im neoromanischen Stil neu errichtet.

#### Weiße Straße und Alter Markt
Die mitten im Stadtzentrum gelegenen Straßen weisen schöne und gut erhaltene Fachwerkhäuser auf, so die gegenüber dem historischen Rathaus am Marktplatz gelegene.

#### Rathausapotheke

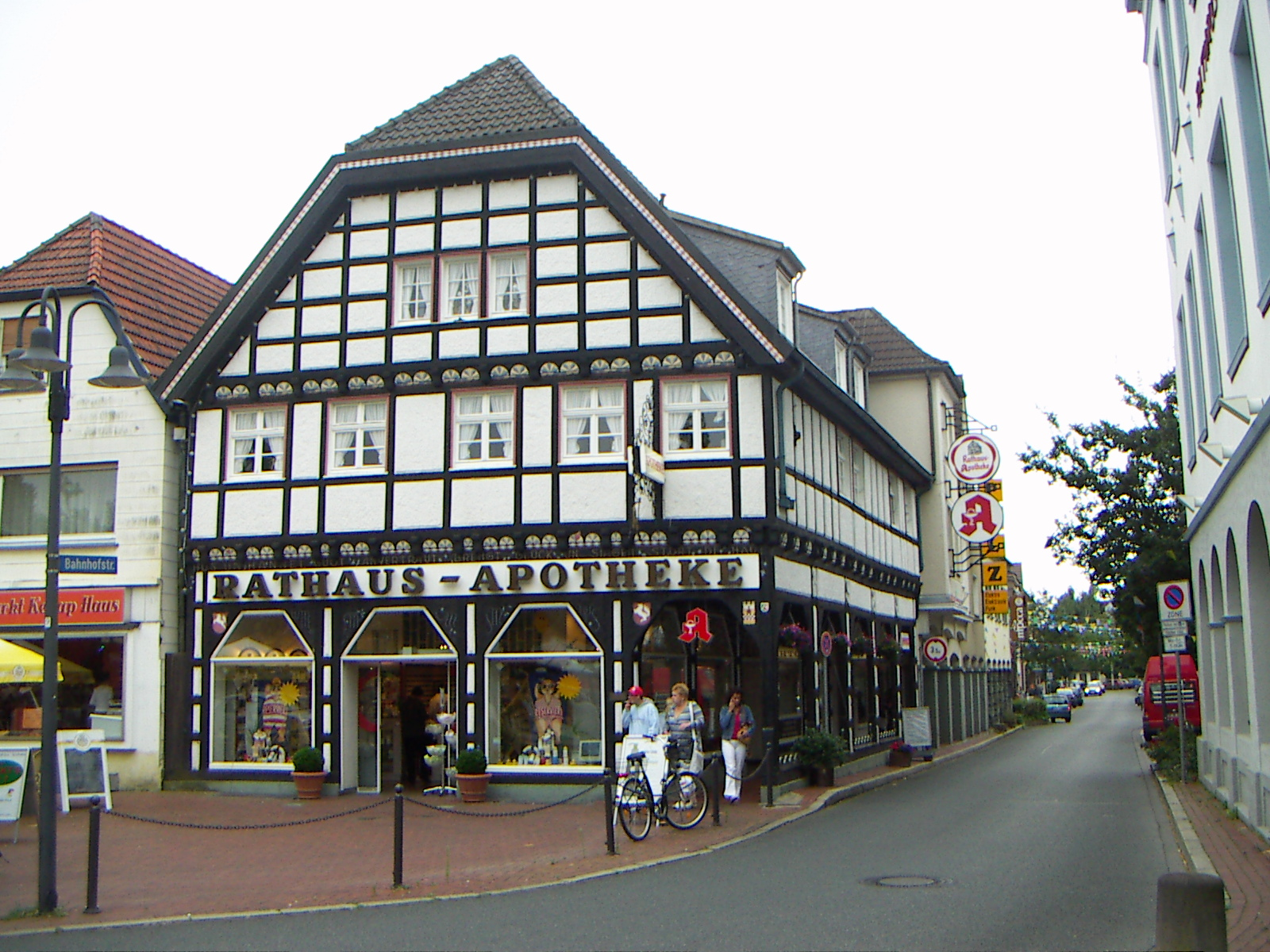
„Rathausapotheke“ mit Kolonnade

Das Fachwerkhaus gehört zu den seltenen Fachwerkbauten mit einer öffentlichen Kolonnade (vgl. The Rows in Chester, Großbritannien).

#### Die Quelle
Die Quelle ist ein neuzeitlicher Brunnen auf dem Marktplatz.

#### Kämerstraße 5
Das kleine zweigeschossige Traufenhaus wurde ursprünglich wohl als Speicher errichtet. Es ist im 16. Jahrhundert entstanden. Der Scheunenanbau stammt von 1865.

#### Fünf-Bogen-Brücke

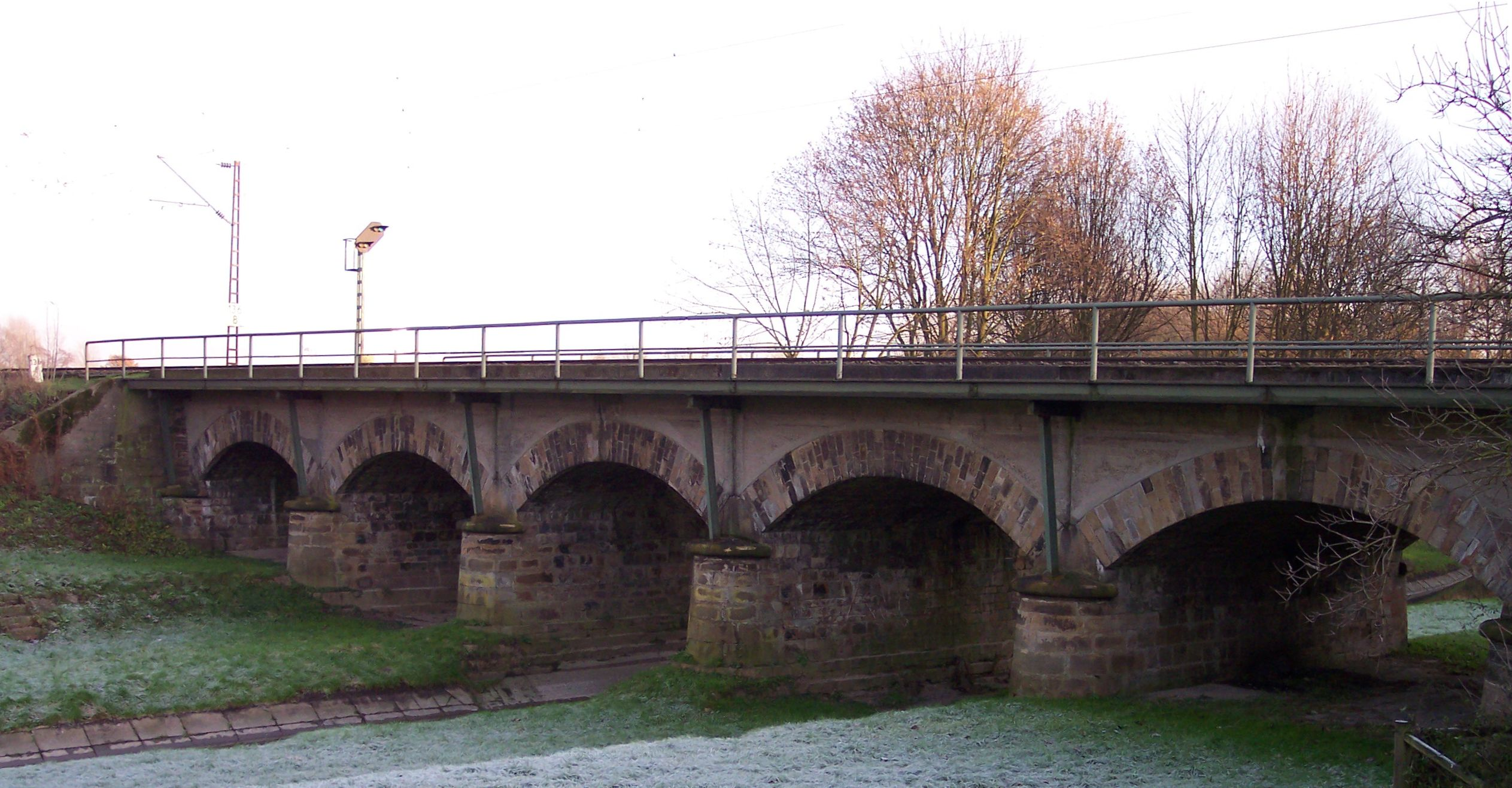
Fünf-Bogen-Brücke über die Seseke

Die 1846 für die Köln-Mindener Eisenbahn auf tausenden Eichenpfählen im Flussbett der Seseke errichtete Fünf-Bogen-Brücke ist eine im Originalzustand erhaltene Steinbrücke. Sie gehört zu den ältesten erhaltenen Eisenbahnbauwerken Deutschlands. An der nördlichen Seite wurde 2015 eine Schallschutzwand errichtet, die ein goldenes Geländer hält. Dies fand bei vielen Anwohnern keinen Zuspruch, da es die Sicht einschränkt und das alte Bauwerk nicht mehr zur Geltung kommt.

#### Bahnhofsgebäude

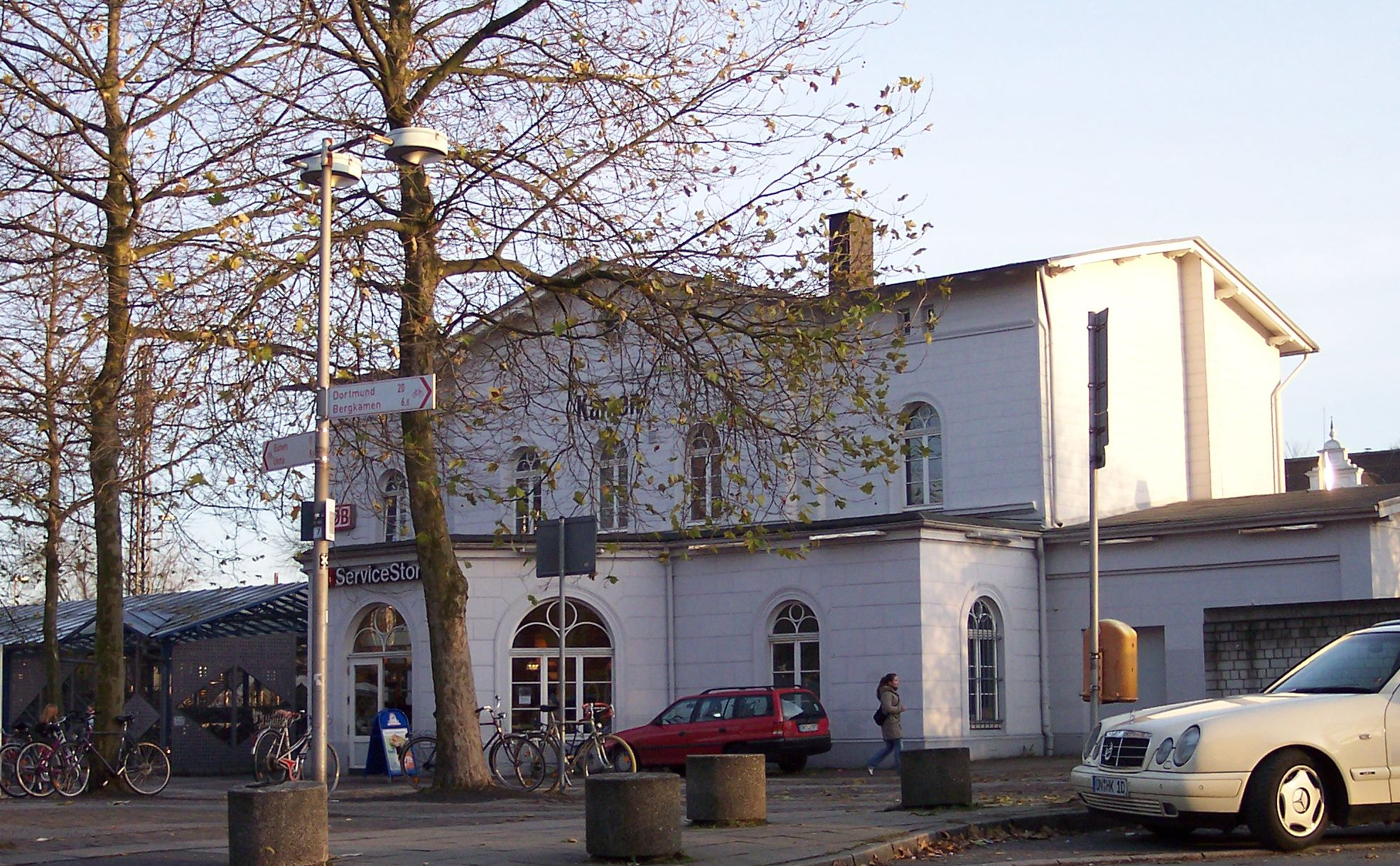
Bahnhof Kamen

Das 1848 nach einem Musterentwurf von Karl Friedrich Schinkel errichtete Bahnhofsgebäude befindet sich im restaurierten Originalzustand.
Das Bahnhofsgebäude und die Seseke-Brücke gehören zur Route der Industriekultur.

#### Heeren-Werve

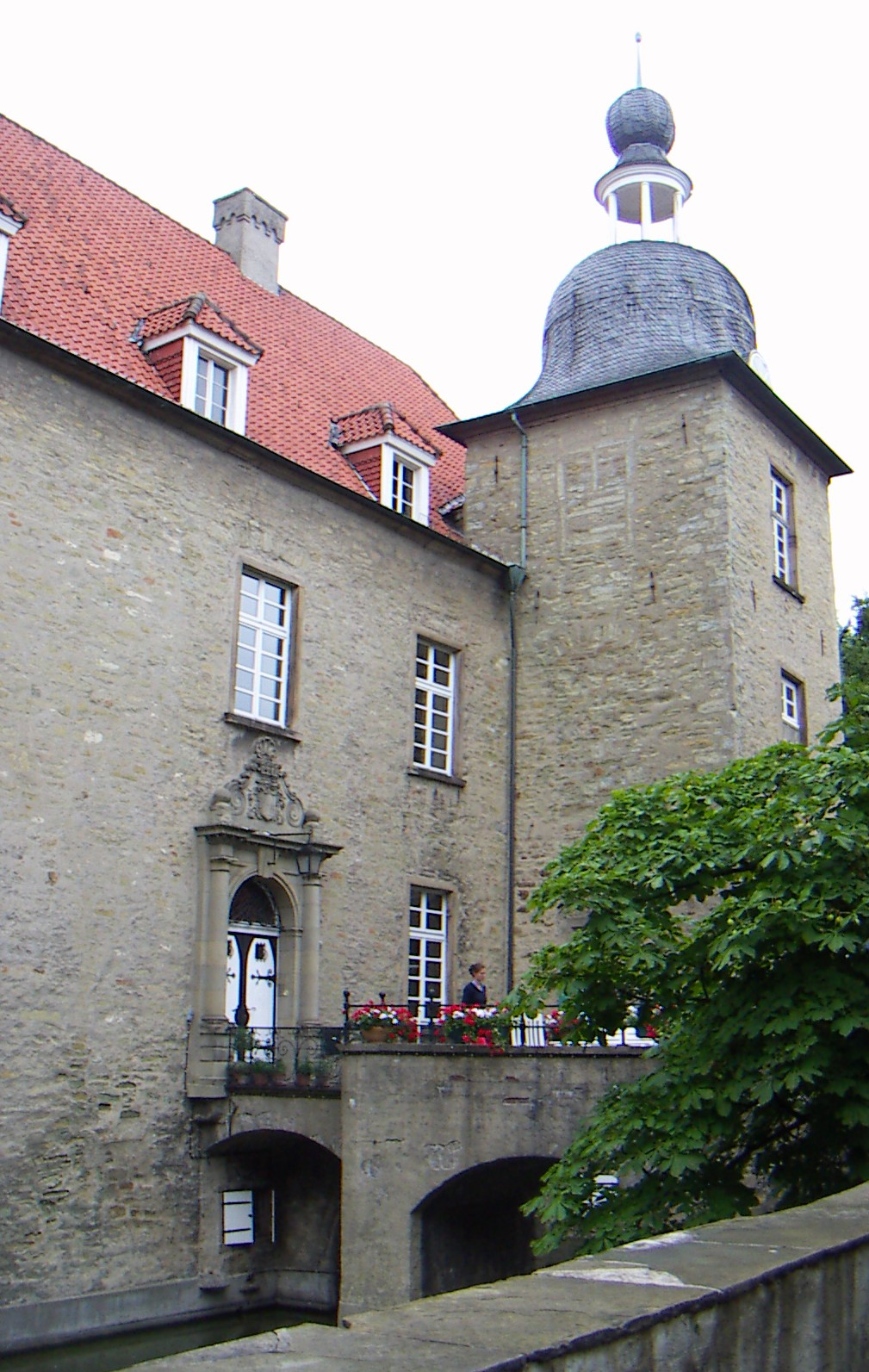
Der Eckturm von Haus Heeren.

- Schloss Heeren: Im Jahr 1606 errichtetes frühbarockes Wasserschloss. Es befindet sich heute im Besitz der Familie von Plettenberg (Hofbesichtigung möglich).
- Rollmannsbrunnen: frühindustrielle Solequelle, 1844 abgeteuft für die benachbarte Saline Königsborn (Pumpmaschinenhaus noch vorhanden).

#### Methler
- Margaretenkirche: spätromanische Hallenkirche aus dem 12. Jahrhundert mit besonderen Deckenmalereien im Altarbereich.

### Stadthalle
Die Kamener Stadthalle beherbergt Veranstaltungen unterschiedlicher Art. Sie hat einen großen, mehrfach teilbaren Saal sowie Foyerflächen und weitere, kleinere Tagungs-/Konferenzräume. Die Architektur der 1992 eröffneten Stadthalle bietet damit vielfache Nutzungsmöglichkeiten für Veranstaltungen. So können Kulturveranstaltungen wie Theateraufführungen, Musicals oder Konzerte, gesellschaftliche Feierlichkeiten (Bälle, Vereinsfeste, Seniorentreffen), aber auch Tagungen und Messen stattfinden. Die Stadthalle fasst bis zu 960 sitzende oder bis zu 1.550 stehende Personen. In dem Gebäude befinden sich auch ein Restaurant für ca. 80 Gäste und vier Kegelbahnen.

### Konzertaula
Kamen hat mit der Konzertaula auf dem Gelände des Gymnasiums eine weitere Schauspiel- und Musikspielstätte, in der regelmäßig Konzerte und Tourneetheater-Gastspiele überregionaler Ensembles stattfinden.

### Vereine
Kamen besitzt ein reges Vereinsleben. Insbesondere im Sport bietet die Stadt ein breites Angebot mit Vereinen für
- Fußball
- Leichtathletik
- Handball
- Segel- und Motorsegelflug, Ultraleichtfliegen und Modellflug
- Tischtennis
- Schwimmen einschließlich Wasserball
- Radsport
- Billard
- Ultimate Frisbee
- Sledge-Eishockey
- Indiaca
- Tanzen
- Tennis
- Reiten
- Unihockey (Floorball)
- Schach
- Schießsport
- Motorsport (mit den Angeboten Jugendmotorsport und Oldtimersport)
- Boule und Pétanque

Zum Modellbauverein MFC-Kamen e. V. gehört ein großes Modellfluggelände südwestlich der Innenstadt, auf dem – eine Seltenheit mittlerweile – mit Verbrennungsmotoren geflogen werden darf.
Auch im Bereich Musik existieren in Kamen zahlreiche Vereine. Neben mehreren Chören, darunter teils überregional bekannte Leistungs-Chöre, gibt es die Mandolinen- und Gitarrenvereinigung Kamen-Heeren 1924 e. V. und mit der Musikerinitiative „Laut & Lästig e. V. – Verein zur Förderung der Kamener Amateurmusik“ eine der ältesten noch aktiven Musikerinitiativen Deutschlands.
Der Deutsche Amateur-Radio-Club (DARC) ist mit dem Vereinsheim O12 vertreten.

### Regelmäßige Veranstaltungen
Vor Beginn der Sommerferien Nordrhein-Westfalens findet das mehrtägige Altstadt-/Brunnenfest statt sowie in den Oster- und Herbstferien jeweils ein mehrtägiger „Severinsmarkt“, eine Kirmes mit Feuerwerk zum Abschluss oder neuerdings auch zu Beginn, und im Spätsommer in Stadtteil Methler die „Pflaumenkirmes“. Das international besuchte Drachenfestival „KITE“ wird seit 1987 jährlich im Mai auf dem Segelfluggelände in Kamen-Derne ausgerichtet. Einer der Höhepunkte ist das Nachtdrachenfliegen mit Drachen und Feuerwerk am Samstagabend.

## Wirtschaft und Infrastruktur

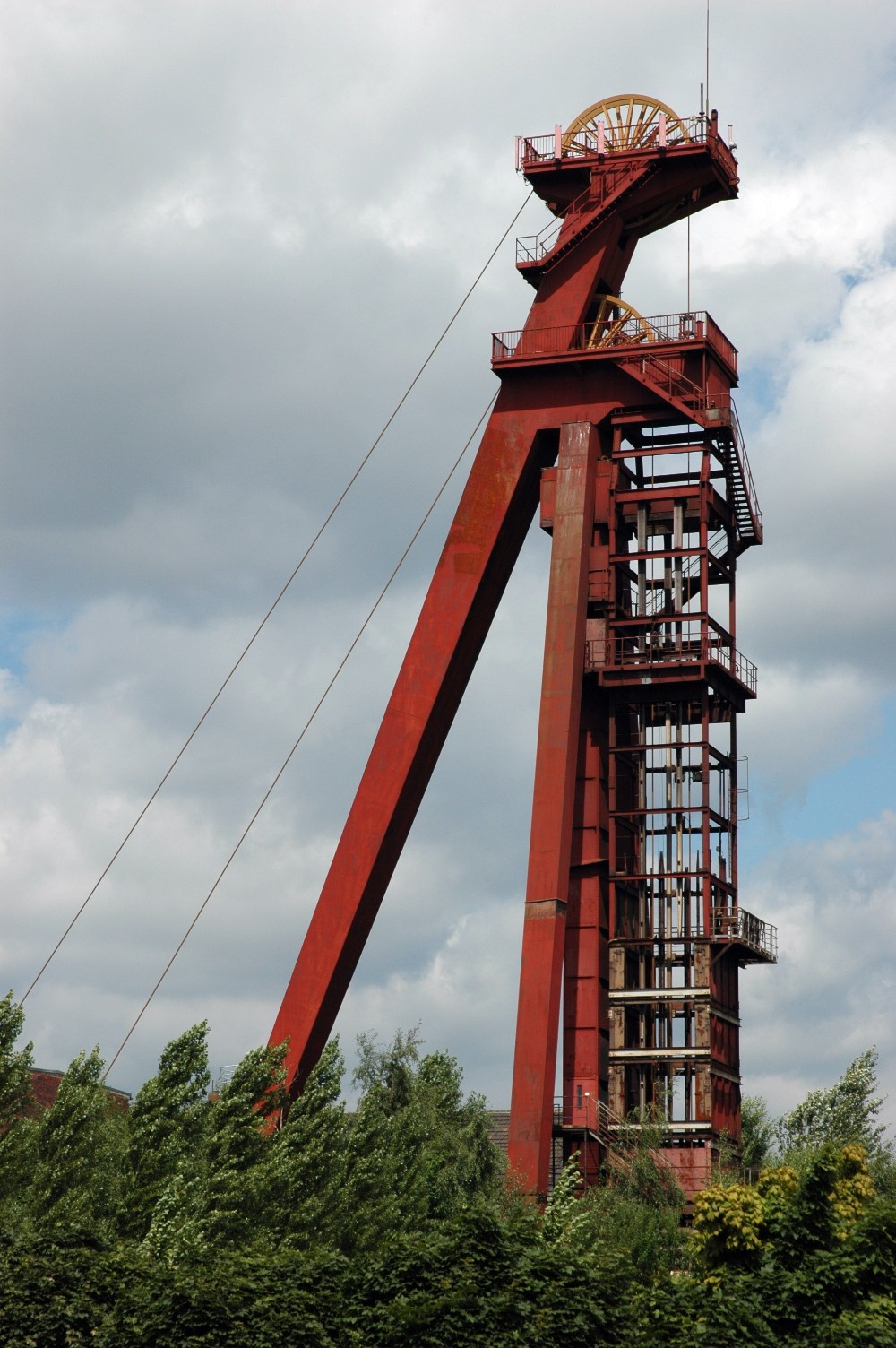
Der verbliebene Förderturm der stillgelegten Zeche Monopol erinnert an die industrielle Vergangenheit Kamens

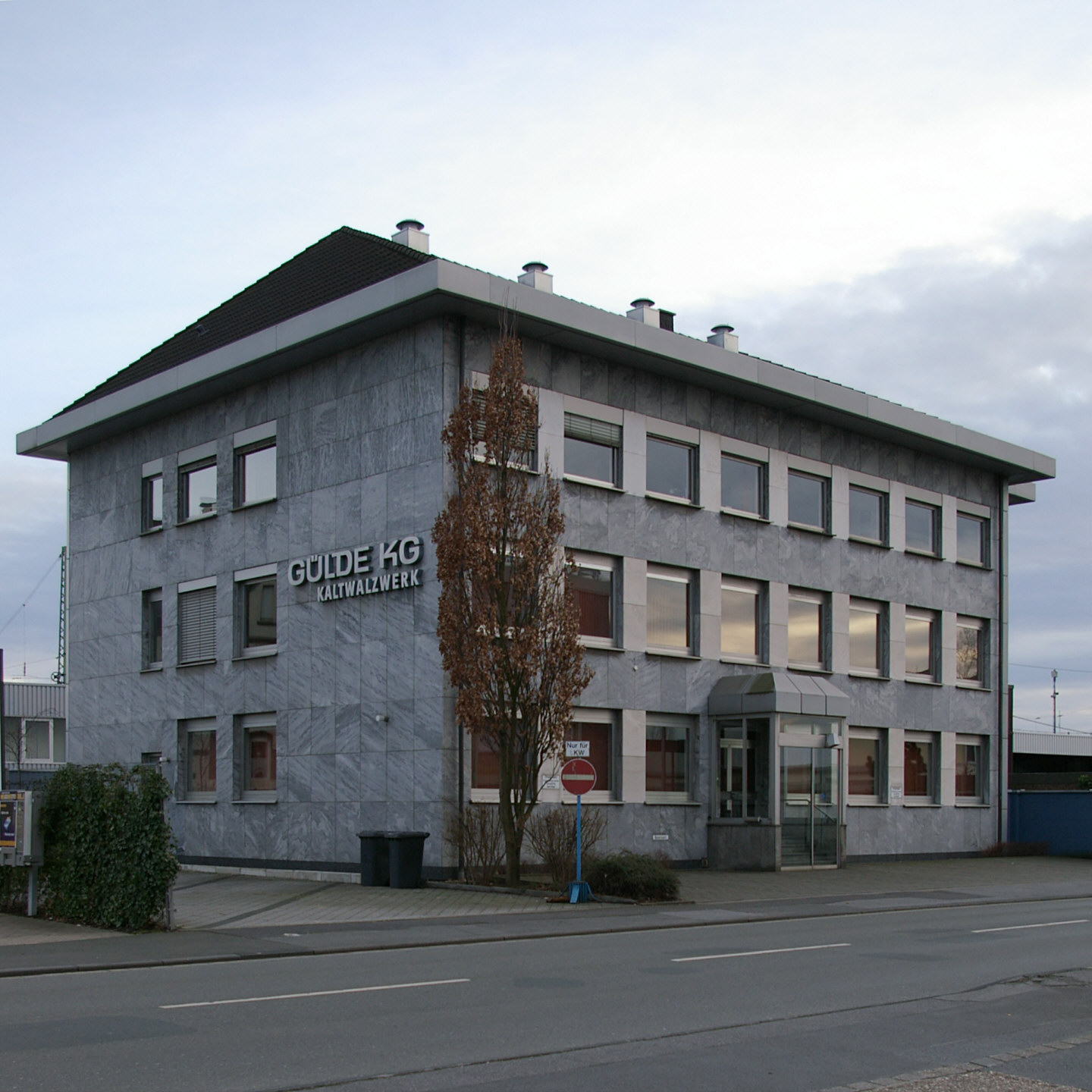
Kaltwalzwerk Gülde

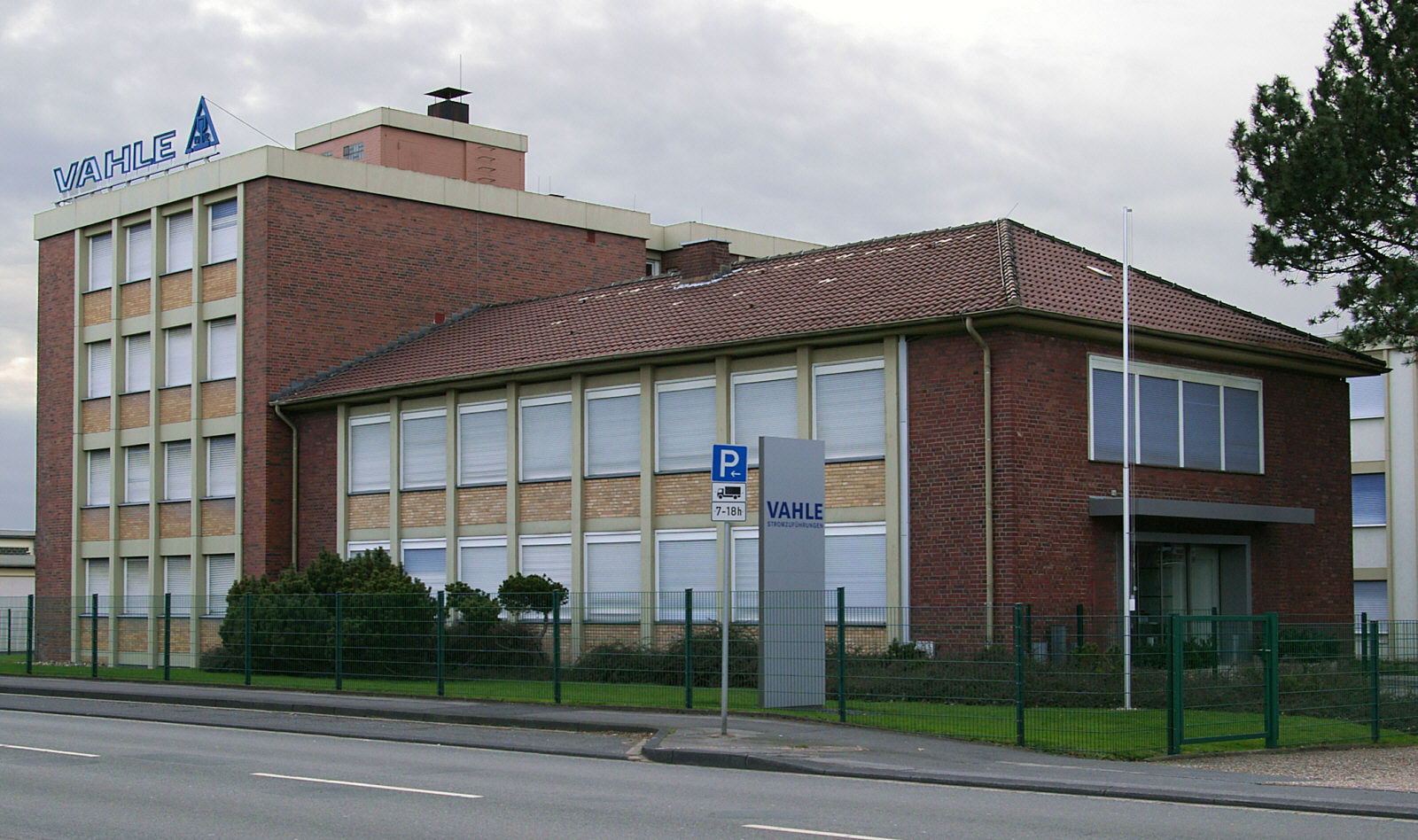
Vahle

Auf dem Gelände der früheren Zeche Monopol ist ein Technologie- und Gründerzentrum angesiedelt. Ebenfalls angesiedelt haben sich ein Fahrradhändler, ein Piano-Restaurations- und Handelshaus, ein Computer-Bau- und -Handelsunternehmen, ein Spezialist für Bühnen-Beschallungstechnik sowie mehrere Lebensmittelmärkte. Auch eine Großhandlung für den Innenausbau befindet sich im Umfeld.

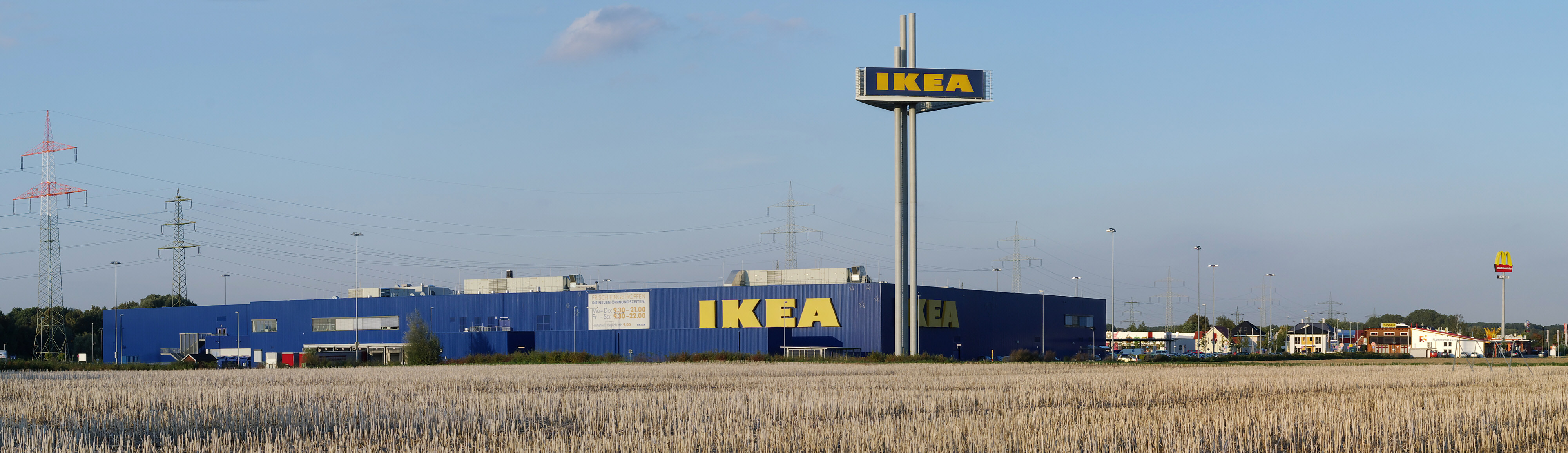
Ikea im „Kamen Karree“

Kamen ist Sitz einiger großer Firmen und Institutionen. Eine der ersten IKEA-Niederlassungen in Deutschland wurde hier schon in den 1970er Jahren eröffnet und zog 2005 auf eine große Fläche östlich der Autobahn A1.
Das amerikanische Unternehmen 3M betreibt in Kamen eine Fertigungsstätte für Verbandsmaterialien und Wundversorgungs-Produkte (440 Mitarbeiter). In der Nähe des den Bahnhofs befinden sich die Betriebe der Zahnradfabrik Lechleitner, des Kaltwalzwerkes Gülde (150 Mitarbeiter) und die Firma Paul Vahle, ein Hersteller für individuelle Energie- und Datenübertragungssysteme für mobile Industrieanwendungen mit rund 500 Mitarbeitern. In Kamen-Methler produzieren rund 150 Mitarbeiter Büromaterialien für das Unternehmen Durable.
2016 wurde auf dem Gelände des vor Jahren aufgegebenen und abgerissenen Karstadt-Kaufhauses in einem Neubau ein Einkaufszentrum, das Kamen Quadrat, eröffnet, in dem ein großer Lebensmittel-Einzelhändler, ein Drogeriemarkt und diverse Boutiquen angesiedelt sind.
In der Innenstadt hat die im Jahre 1857 gegründete Städtische Sparkasse ihren Hauptsitz. 2013 fusionierte die Sparkasse Kamen mit der Sparkasse Unna. Das Institut ist jetzt unter dem Namen „Sparkasse UnnaKamen“ tätig. Die Commerzbank und die Volksbank sind in Kamen mit Niederlassungen vertreten. Neben Geschäften des täglichen Bedarfs, Boutiquen, Fotohändlern, kleiner Gastronomie und Eisdielen findet sich in der Innenstadt auch noch ein großer Elektronikhändler.

### Verkehr

#### Straßenverkehr
Kamen ist für sein Autobahnkreuz bekannt, das Kamener Kreuz. Hier kreuzen sich die Nord-Süd-Achse A 1 (Lübeck–Saarbrücken) und die West-Ost-Achse A 2 (Oberhausen–Berlin). Das Kreuz wurde bis September 2009 umgebaut und ist jetzt sechsspurig befahrbar. Die ehemalige reine Kleeblatt-Geometrie des Autobahnkreuzes wurde für den Verkehr der A 2 aus Hannover kommend Richtung A 1 nach Köln geändert und erlaubt nun weitenteils zweispuriges Abbiegen zur A 1, zugunsten eines höheren Verkehrsdurchsatzes.
Im Nordwest-Bereich des Kreuzes wurde ein Hügel aufgeschüttet, an dessen Spitze ein außer Dienst gestellter ADAC-Hubschrauber auf künstlerisch gestalteten Stahlplatten eine Landmarke bildet.
Durch Kamen verlaufen die folgenden Bundes- (B) und Landesstraßen (L):
- Die L 654 (ehemalige B 61) beginnt in Lünen an der B 54. Sie verläuft von Westen kommend durch den Bergkamener Stadtteil Oberaden und führt an das Zentrum Kamens, umrundet es nördlich mit einem Viertelkreis, verlässt Kamen gen Nordosten, führt sodann durch den ländlichen Süden des Bergkamener Ortsteils Overberge. Sie verlässt dort den Kreis Unna in Richtung Hamm.
- Die B 233 beginnt in Werne an der B 54. Über Bergkamen erreicht sie in Nord-Süd-Richtung Kamen. Sie endet zunächst an der Auffahrt der A 1. Der nun folgende Straßenabschnitt bis Unna wurde zur L 678 herabgestuft. Ab Unna verläuft die B 233 bis Iserlohn, wo sie an der A 46 endet.
- Die L 663 kommt von Dortmund. Sie durchquert die Ortsteile Südkamen und Heeren-Werve, verläuft weiter durch den Bönener Ortsteil Flierich und endet an der B 63 in Hamm-Osterflierich.
- Die L 665 beginnt im Hammer Ortsteil Pelkum an der L 654. Sie verläuft über Bönen-Nord- und Altenbögge und Heeren-Werve bis nach Unna, wo sie an der L 678 (der ehemaligen B 233) endet.
- Die L 821 beginnt im Bergkamener Ortsteil Heil. Sie verläuft hauptsächlich in Nord-Süd-Richtung durch Oberaden, Methler, den Unnaer Stadtteil Massen und Holzwickede nach Dortmund-Aplerbeck bis zur B 234.

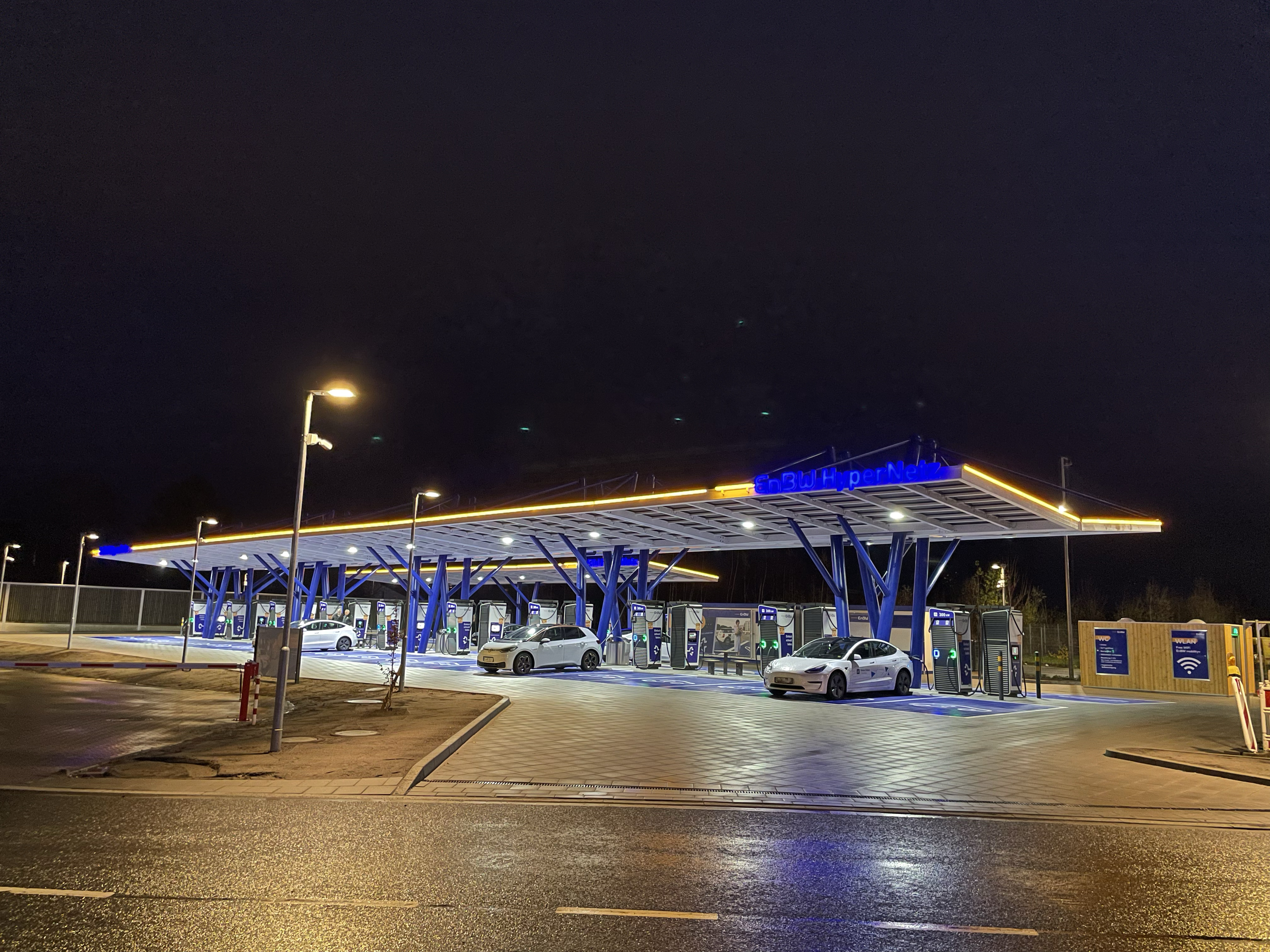
EnBW Schnellladepark im Gewerbegebiet Unna/Kamen

Im Gewerbegebiet südlich der A 1 befindet sich eine außerordentlich hohe Dichte an Schnellladesäulen für Elektroautos, u. a. ein Ende 2021 von EnBW eröffneter Schnellladepark mit 52 Ladepunkten mit 300 kW Ladeleistung.

#### Radverkehr
Kamen verfügt über mehrere gut ausgebaute Radwegverbindungen innerhalb des Stadtgebiets sowie in umliegende Gemeinden, von denen einige größtenteils kreuzungsfrei verlaufen. Viele dieser Radwege verlaufen auf ehemaligen (Zechen-)Bahntrassen. Weiterhin verfügt Kamen neben einer Radstation am Bahnhof über ein Fahrradparkhaus in der Innenstadt.
Als wichtige, gut ausgebaute Verbindungen sind insbesondere zu nennen:
- Radweg entlang des Körnebachs von Mitte über Westick und Wasserkurl nach Dortmund über Husen, Kurl und Scharnhorst bis zum Hoeschpark
- Trasse der ehemaligen Bahnstrecke Unna–Kamen sowie der Klöcknerbahn zwischen Bergkamen-Overberge, Kamen-Mitte und Unna-Königsborn
- Trasse der ehemaligen Zechenbahn vom Gelände der ehemaligen Zeche Monopol über Bergkamen-Overberge und Rünthe nach Werne
- Max-von-der-Grün-Weg zwischen Heeren-Werve und Bönen
- Sesekeradweg von Flierich über Bönen, Kamen-Mitte und Bergkamen nach Lünen-Horstmar

Auch der Radschnellweg Ruhr (RS1) soll durch das Stadtgebiet verlaufen. Dieser würde nach aktuellen Planungen über den Max-von-der-Grün-Weg und die Klöcknerbahn führen. Über eine stillgelegte Bahntrasse soll eine Anbindung an den Bahnhof geschaffen werden.

#### Bahnverkehr
Eine der ältesten und meistbefahrenen Eisenbahn-Magistralen führt durch Kamen: die Köln-Mindener Eisenbahn auf der Teilstrecke zwischen Dortmund und Hamm. Derzeit (2022) halten in beiden Richtungen an Wochentagen vier Regional-Express-Linien (RE1, RE3, RE6, RE11) jeweils stündlich in Kamen. Am Haltepunkt Kamen-Methler halten nur die Linien RE1 und RE3.
| Linie       | Verlauf | Takt   |
| ----------- | --- | ------ |
| RE 1 (RRX)  | NRW-Express: Aachen Hbf – Aachen-Rothe Erde – Eilendorf (ein Zugpaar) –Stolberg (Rheinl) Hbf – Eschweiler Hbf – Langerwehe – Düren – Horrem – Köln-Ehrenfeld – Köln Hbf – Köln Messe/Deutz – Köln-Mülheim – Leverkusen Mitte – Düsseldorf-Benrath – Düsseldorf Hbf – Düsseldorf Flughafen – Duisburg Hbf – Mülheim (Ruhr) Hbf – Essen Hbf – Wattenscheid – Bochum Hbf – Dortmund Hbf – Dortmund-Scharnhorst (nicht stündlich, im Wechsel mit Nordbögge) – Dortmund-Kurl – Kamen-Methler – Kamen – Bönen-Nordbögge (nicht stündlich, im Wechsel mit Dortmund-Scharnhorst) – Hamm (Westf) Hbf Stand: Fahrplanwechsel Dezember 2023 | 60 min |
| RE 3        | Rhein-Emscher-Express: Düsseldorf Hbf – Düsseldorf Flughafen – Duisburg Hbf – Oberhausen Hbf – Essen-Altenessen – Gelsenkirchen Hbf – Wanne-Eickel Hbf – Herne – Castrop-Rauxel Hbf – Dortmund-Mengede – Dortmund Hbf – Dortmund-Scharnhorst – Dortmund-Kurl – Kamen-Methler – Kamen – Bönen-Nordbögge – Hamm (Westf) Hbf Stand: Fahrplanwechsel Dezember 2023 | 60 min |
| RE 6 (RRX)  | Rhein-Weser-Express: Köln/Bonn Flughafen – Köln Hbf – Dormagen – Neuss Hbf – Düsseldorf-Bilk – Düsseldorf Hbf – Düsseldorf Flughafen – Duisburg Hbf – Mülheim (Ruhr) Hbf – Essen Hbf – Wattenscheid – Bochum Hbf – Dortmund Hbf – Kamen – Hamm (Westf) Hbf – Heessen – Ahlen (Westf) – Beckum-Neubeckum – Oelde – Rheda-Wiedenbrück – Gütersloh Hbf – Bielefeld Hbf – Herford – Löhne (Westf) – Bad Oeynhausen – Porta Westfalica – Minden (Westf) Stand: Fahrplanwechsel Dezember 2023 | 60 min |
| RE 11 (RRX) | Rhein-Hellweg-Express: Kassel-Wilhelmshöhe – Hofgeismar – Warburg (Westf) – Willebadessen – Altenbeken – Paderborn Hbf – Lippstadt – Soest – Hamm (Westf) Hbf – Kamen – Dortmund Hbf – Bochum Hbf – Wattenscheid – Essen Hbf – Mülheim (Ruhr) Hbf – Duisburg Hbf – Düsseldorf Flughafen – Düsseldorf Hbf Abschnitt Düsseldorf–Hamm entfällt aufgrund einer angespannten Personalsituation bis auf einzelne Fahrten. Stand: Februar 2025 | 60 min |

Kamen soll zukünftig von den Linien 2, 3, 4 und 6 des Rhein-Ruhr-Express (RRX) angefahren werden, der Haltepunkt Kamen-Methler von der Linie 3. Derzeit fahren bereits die Linien RE1, RE6 und RE11 (alle von National Express betrieben) im RRX-Vorlaufbetrieb.
Das 1854 eingeweihte und 1906 erweiterte Bahnhofsgebäude Kamen ist ein Baudenkmal aus den Jahren um 1850. Es wurde im Rahmen eines Projektes der IBA Emscher-Park (Internationale Bauausstellung Emscher Park) Ende der 1990er Jahre umfangreich saniert und um eine Radstation (eine der ersten in Nordrhein-Westfalen) erweitert. 2015 wurde die Station erneut ergänzt und ist nun barrierefrei.
Am Bahnhof Kamen zweigte die Bahnstrecke Unna–Kamen in Richtung Unna ab. Bis auf ein heute nicht mehr genutztes Anschlussgleis zwischen dem Bahnhof Kamen und dem Gewerbegebiet Henry-Everling-Straße sowie einen vom Bahnhof Unna-Königsborn ausgehenden Gleisanschluss ist die Strecke seit 1955 abgebaut. An dieser Strecke befand sich auf dem Gebiet des heutigen Stadtteils Heeren-Werve der Bahnhof Heeren, der allerdings bereits im Jahr 1918 – vor der Eingemeindung nach Kamen – stillgelegt wurde. Der verbliebene Streckenteil auf Kamener Stadtgebiet soll in einen Radweg umgewandelt werden und somit den Bahnhof Kamen mit dem Radschnellweg Ruhr (RS1) verbinden.
Auf dem Gebiet der Stadt Kamen existierten zudem zwei Zechenbahnen. Die Klöcknerbahn, über die Trasse der Bahnstrecke Unna–Kamen von der Zeche Königsborn aus über Heeren kommend, kreuzte die Köln-Mindener Eisenbahn östlich des Bahnhofs Kamen, verlief dann weiter am nordöstlichen Rand der Innenstadt und schließlich nördlich in Richtung Overberge und Werne. Ein weiteres Anschlussgleis, das in Overberge von dieser Trasse abzweigte, verlief entlang des heutigen Eitaler Wegs zunächst zur Schachtanlage Grillo I und knüpfte westlich des Bahnhofs Kamen an die Bahnstrecke Dortmund–Hamm an. Beide Strecken wurde in Folge der Stilllegung der angeschlossenen Bergwerke abgebaut, sind allerdings weitgehend als Rad- und Fußwege erhalten geblieben.
Im Zuge der Überlegungen zu einem Bahnanschluss für die Nachbarstadt Bergkamen wird die Option diskutiert, eine neue Strecke aus der Bahnstrecke Dortmund–Hamm auszufädeln und weiter über die Trasse der ehemaligen Klöcknerbahn bis in die Bergkamener Stadtmitte zu führen.

#### Über- und Unterführungen
Fußgänger und Radfahrer können eine Unterführung im Bereich des Kamener Bahnhofs nutzen. Im Westen des Stadtgebietes bestehen weitere vier Bahnquerungen:
- eine ehemalige Viehdrift in Nähe des Körnebaches, die als Unterführung für Fußgänger und Radfahrer ausgebaut wurde,
- eine neu ausgebaute Unterführung für Fußgänger und Radfahrer im Bereich der ehemaligen Gemeinde Westick,
- zwei Querungen für Kraftfahrzeuge (Unterführung Schimmelstraße und Überführung Wasserkurler Straße).

An der Südkamener Straße existierte lange ein letzter schienengleicher Bahnübergang. Im Januar 2020 startete der Neubau einer 1,3 Kilometer langen Umgehungsstraße, die die K 40 (Westicker Straße) und die L 663 (Dortmunder Allee) verbindet und den Bahnübergang durch eine ca. 100 m nordöstlich davon gelegene Unterführung ersetzt. Die K 40n („Südkamener Spange“) wurde am 6. Juni 2024 für den Verkehr freigegeben.
Im Osten der Stadt gibt es drei weitere Bahnquerungen, hier sind jeweils Brückenbauwerke vorhanden. Der gesamte innerstädtische Verkehr geht über die vierspurige Hochstraße der B 233.
Zusätzlich gibt es noch einige Unterführungen nur für Fußgänger und Radfahrer im Stadtgebiet.

#### Busverkehr
Von 1908 bis 1950 war Kamen betrieblicher Mittelpunkt der Kleinbahn Unna–Kamen–Werne, einer Überland-Straßenbahn auf Regelspurgleisen mit 600-V-Oberleitung. Nach ihrer Stilllegung stellen die Nachfolge-Buslinien das Rückgrat der Verkehrsgesellschaft Kreis Unna (VKU) dar.
Heute wird neben dem Bahnverkehr der weitere öffentliche Personennahverkehr über die ortsansässige VKU geregelt. Sie betreibt folgende Linien im Taktverkehr in Kamen:
| Schnellbus-Linie                                                        | Schnellbus-Linie |
| ----------------------------------------------------------------------- | --- |
| Linie                                                                   | Streckenverlauf |
| S40                                                                     | Lünen ZOB/Hauptbahnhof – Beckinghausen, Kreuzstr. – Oberaden, Zum Oberdorf – Weddinghofen, Wellenbad – Kamen, Bahnhof – Kamen, Südkamener Str. – Königsborn, Salinencenter – Unna, Kreishaus – Unna, Bahnhof                       |
| S81                                                                     | Werne, Holtkamp – Werne, Stadthaus – Bergkamen-Rünthe, Marina – Bergkamen, Busbahnhof – Kamen, Bahnhof – Unna-Königsborn, Rehfuß – Unna, Bahnhof (samstags verkehrt die Linie nur zwischen Kamen Bahnhof und Bergkamen Busbahnhof) |
| Regiobus-Linien                                                         | |
| Linie                                                                   | Streckenverlauf |
| R13                                                                     | Bergkamen Busbahnhof – Werner Straße – Kamen Bahnhof |
| R54                                                                     | Unna, Bahnhof – Unna-Massen, Kleistraße – Unna-Massen, Landesstelle – Kamen-Methler, Schmiedeweg – Methler, Lutherplatz |
| R81 R821                                                                | Werne, Krankenhaus – Werne, Stadthaus – Bergkamen-Rünthe, Gewerbepark (R82) bzw. Kettelersiedlung (R81) – Bergkamen, Busbahnhof – Bergkamen-Weddinghofen, Wellenbad – Kamen, Bahnhof – Unna-Königsborn, Rehfuß – Unna, Bahnhof     |
| R812                                                                    | Kamen, Arvato – Kamen, Stadthalle – Kamen, Bahnhof |
| Die Regiobus-Linien fahren teilweise unter anderer Liniennummer weiter: | |
| R54                                                                     | ab Kamen-Methler, Schmiedeweg weiter als Linie C24 in Richtung Kamen, Markt |
| Stadtbus-Linien                                                         | |
| C21                                                                     | Kamen, Bahnhof – Kamen, Markt – Kamen, Auf dem Spiek – Kamen, Stammer Hausgeräte – Kamen, Lüner Höhe |
| C22                                                                     | Kamen-Südkamen, Friedhof – Kamen, Hochstraße – Kamen, Stadthalle – Kamen, Markt |
| C23                                                                     | Kamen, Bahnhof – Kamen, Markt – Kamen, Hochstraße – Kamen-Heeren, Denkmal |
| C24                                                                     | Kamen, Markt – Kamen, Bahnhof – Kamen, Industriegebiet „Hemsack“ – Kamen-Methler, Lutherplatz – Kamen-Kaiserau, Heimstraße – Kamen-Methler, Bahnhof – Kamen-Methler, Schmiedeweg                                                   |
| C91                                                                     | Kamen-Heeren, Denkmal – Bönen-Altenbögge, Markt – Bönen, Bahnhof – Bönen, Industriegebiet „Am Mersch“ – Bönen-Nordbögge, Bahnhof – Bönen-Nordbögge, Jungholzstraße                                                                 |
| Die StadtBus-Linien fahren teilweise unter anderer Liniennummer weiter: | |
| C23                                                                     | ab Kamen-Heeren, Denkmal weiter als Linie R53 in Richtung Unna, Bahnhof bzw. als Linie R92 in Richtung Bönen, Woortstraße |
| C24                                                                     | ab Kamen-Methler, Schmiedeweg weiter als Linie R54 in Richtung Unna, Bahnhof |
| Direktbus-Linien                                                        | |
| D80                                                                     | Bergkamen Busbahnhof – Kamen Bahnhof |
| D86                                                                     | Schwerte, Bahnhof – Unna, Bahnhof – Königsborn, Indu-Center Nord bzw. Königsborn, Rehfuß – Kamen, Westring – Bergkamen, Werner Straße – Werne, Amazon bzw. Werne, Bahnhof                                                          |
| NachtAST-Linie                                                          | |
| NachtAST                                                                | Kamen |

1 Linie verkehrt ab Bergkamen Busbahnhof abwechselnd als R81 oder R82 nach Werne mit abweichender Linienführung in Rünthe. 2 Nur einzelne Fahrten.
Darüber hinaus werden weitere Linien angeboten, die nicht im Takt verkehren, sowie einige Schulbuslinien, die nur an Schultagen in den Morgen- bzw. Mittagsstunden verkehren.
Auf allen Linien gilt der Tarifverbund Westfalentarif (Netz „Münster / Ruhr-Lippe“). Im Übergang zum Verkehrsverbund Rhein-Ruhr (VRR) u. a. nach Dortmund wird auf allen Bus- und Bahnlinien der VRR-Tarif angewendet.
Die Nacht-Anruf-Sammel-Taxis (Nacht-AST) Kamen verkehren ab bestimmten Haltestellen in Kamen-Mitte, Kamen-Methler, Kamen-Süd oder Kamen-Heeren zu allen Zielen in Kamen und Bönen bis vor die Haustür.
Der Kamener Markt und der Kamener Bahnhof sind mit jeweils verschiedenen Steigen versehen für die verschiedenen Linien der VKU.

### Bildung

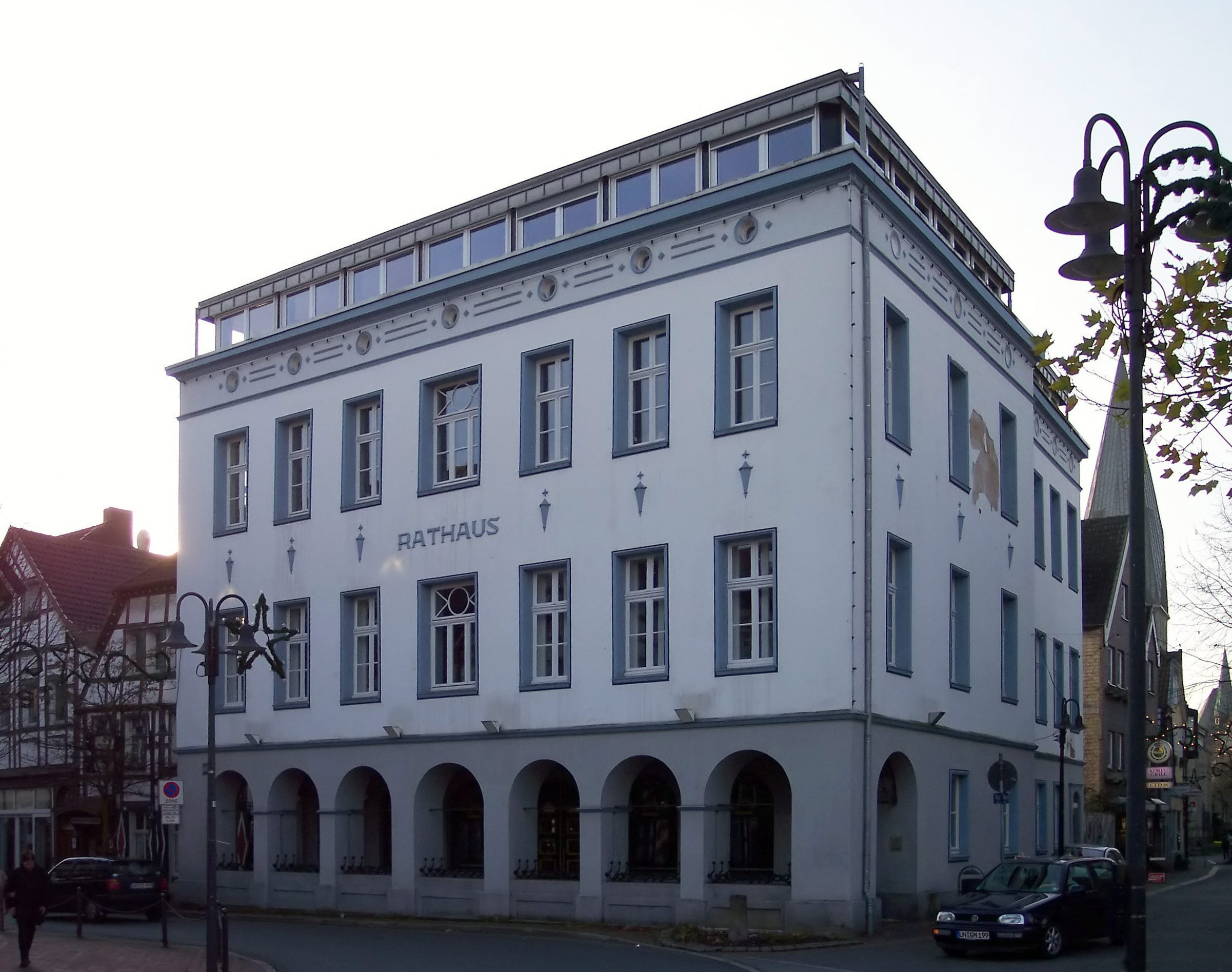
Altes Rathaus in Kamen, heute Sitz der Stadtbücherei

In Kamen sind alle Schulformen vertreten (vgl. Tabelle). Die Stadt Kamen ist Trägerin von sechs Grundschulen an sieben Standorten und von vier weiterführenden Schulen; Schulträger der Sonnenschule ist der Kreis Unna. Weiterhin verfügt Kamen über eine Musikschule und eine Volkshochschule. Die Stadtbücherei zog 1998 in das alte Rathaus am Alten Markt.
| Schule                                                                                         | Stadtteil    | Anmerkung                                                       |
| ---------------------------------------------------------------------------------------------- | ------------ | --------------------------------------------------------------- |
| Grundschulen                                                                                   |              |                                                                 |
| Astrid-Lindgren-Schule                                                                         | Heeren-Werve |                                                                 |
| Diesterwegschule                                                                               | Kamen-Mitte  |                                                                 |
| Eichendorffschule                                                                              | Methler      |                                                                 |
| Friedrich-Ebert-Schule                                                                         | Kamen-Mitte  |                                                                 |
| Jahnschule                                                                                     | Methler      |                                                                 |
| Sonnenschule                                                                                   | Heeren-Werve | Förderschule des Kreises Unna mit dem Förderschwerpunkt Sprache |
| Südschule – Städtische Gemeinschaftsgrundschule Kamen                                          | Südkamen     |                                                                 |
| Südschule – Städtische Gemeinschaftsgrundschule Kamen, kath. Bekenntnisstandort Heiliger Josef | Kamen-Mitte  | ehemaliger Name „Josefschule“ weiterhin gebräuchlich            |
| Weiterführende Schulen                                                                         |              |                                                                 |
| Fridtjof Nansen Realschule                                                                     | Südkamen     | teilt sich ein Schulzentrum mit der Gesamtschule Kamen          |
| Gesamtschule Kamen                                                                             | Südkamen     | teilt sich ein Schulzentrum mit der Fridtjof Nansen Realschule  |
| Schule am Koppelteich – Städtische Gemeinschaftshauptschule Kamen                              | Kamen-Mitte  |                                                                 |
| Städtisches Gymnasium Kamen                                                                    | Kamen-Mitte  |                                                                 |

### Soziale Einrichtungen
In jedem Stadtteil Kamens existieren Kindergärten der christlichen Kirchen und von freien Trägern. Städtische Kindertageseinrichtungen gibt es nicht.
Als Einrichtungen der Behinderten- und Altenpflege ist zuvorderst das Justus-Perthes-Heim in Kamen-Süd zu nennen, eine Wohn- und Arbeitsstätte für behinderte Menschen. In Kamen-Heeren unterhält das Perthes-Werk der Ev. Kirche das Haus Mühlbach.
In allen Stadtteilen gibt es Hallen („Bürgerhaus“), die für Vereins- und große Familien-Veranstaltungen genutzt werden können.

### Feuerwehr
Die Freiwillige Feuerwehr der Stadt Kamen ist in 7 Löschgruppen (3 Löschzüge) aufgeteilt:
- Mitte und Südkamen (Löschzug 1)
- Methler, Westick und Wasserkurl (Löschzug 2)
- Heeren-Werve und Rottum (Löschzug 3).

Neben den freiwilligen Kräften unterhält die Feuerwehr Kamen auch eine hauptamtliche Wache, die unter anderem auch den Rettungsdienst in Kamen, Bergkamen und Bönen bewältigt.
Insgesamt stehen den Einsatzkräften 23 Fahrzeuge zur Verfügung (Mitte 9 + Rettungswagen, Südkamen 2, Methler 4, Westick 2, Wasserkurl 1, Heeren-Werve 4, Rottum 1).
Mit dem im Einsatzgebiet liegenden Kamener Kreuz liegt der Fokus der meisten Fahrzeuge auf technischer Hilfeleistung. In jedem Löschzug ist mindestens ein Hilfeleistungslöschfahrzeug mit hydraulischem Rettungsgerät sowie ein Tanklöschfahrzeug stationiert.

### Sport- und Freizeiteinrichtungen
Kamen hat, neben mehreren Fußballvereinen, insbesondere mit dem VfL Kamen einen tatkräftigen Sportverein, der mit seinen Sporteinrichtungen in der westlichen Stadt am Hemsack über gute Trainingsmöglichkeiten verfügt und in viele Abteilungen gegliedert ist. In der Nachbarschaft „Am Schwimmbad“ befindet sich, wie der Straßenname nahelegt, eine große Freibadanlage, in der oft Schwimmwettbewerbe und vor allem zweimal jährlich überregionale Wasserball-Turniere ausgetragen werden.
Gegenüber dem Freibad befindet sich eine als Spannbeton-Rundbogenkonstruktion ausgeführte Sporthalle, die neben der Funktion als Schulsporthalle für die benachbarten Grund- und Hauptschulen auch dem Sportvereinsleben dienstbar ist; insbesondere für die Handballabteilung des VfL Kamen. In den Jugendräumen der Sporthalle befindet sich auch das Vereinsheim des Billard-Sportvereins Kamen.
Von den zahlreichen Schulsporthallen sei noch die Friedrich-Ebert-Sporthalle erwähnt, die besonders dem Gerätturnen eine Trainings- und Wettkampfstätte bietet.
Wichtigstes Aushängeschild des Kamener Sports ist die Sportschule Kaiserau des Fußball- und Leichtathletikverbandes Westfalen (FLVW). Neben der Funktion als Ausrichtungsstätte namhafter Tanzturnier-Wettbewerbe war diese Sportstätte oftmals auch Trainingslager für Nationalmannschaften, bis hin zur deutschen Fußballnationalmannschaft oder der kanadischen Leichtathletiknationalmannschaft. Während der Fußball-WM 2006 war Kaiserau WM-Quartier der spanischen Fußballnationalmannschaft.
Kamen hat drei Tennisvereine. Die Anlage des ältesten Kamener Tennisvereins, die Tennisabteilung des VfL Kamen (sieben Ascheplätze), ist dem Schwimmbad-Komplex benachbart. Ein zweiter großer Verein mit acht Ascheplätzen und einer Drei-Feld-Halle (TC Methler) existiert in Methler an der Stadtgrenze zu Dortmund-Husen. In Kamen-Heeren verfügte der von dem späteren Bürgermeister und Ehrenbürger Werner Berg gegründete HTC 1975 e. V. zunächst über 7 Ascheplätze, ab 2006 über sechs Ascheplätze und einen Beach-Tennisplatz. Der Heerener Tennisclub hatte in den letzten Jahren einen so starken Mitgliederschwund zu verzeichnen, dass vier der sieben Plätze aufgegeben werden mussten. Der Beach-Tennisplatz wurde wieder in einen normalen Tennisplatz verwandelt. Mitte 2019 wurde dieser 3. Platz wiederum umgebaut. Ein Investor errichtete auf dem Gelände eine Outdoor-Pádel-Arena. Dort stehen nun 2 Plätze mit Flutlicht für dieses in Spanien und Südamerika weit verbreitete Spiel zur Verfügung.
Der Westfälische Tennisverband hat seinen Sitz in Kamen neben dem VfL-Tennisplatz, wo er auch ein Schulungs- und Leistungszentrum betreibt (vier Ascheplätze, ein Hartplatz, vier Hallenplätze).
Im Stadtgebiet von Kamen befindet sich eine Minigolf-Anlage, eine weitere ist in der unmittelbaren Nachbarschaft der nordöstlichen Stadtgrenze in Bergkamen-Overberge zu finden.

## Persönlichkeiten
Zu bekannten gebürtigen und mit der Stadt Kamen verbundenen Persönlichkeiten gehören Personen aus Religion (wie beispielsweise Johann Buxtorf der Ältere, Theologe und Sprachwissenschaftler), Personen der Wirtschaft (wie der Wirtschaftswissenschaftler Hans-Heinrich Bass), aber auch verschiedene Personen aus Kunst und Kultur sowie Militär, Sport, Wissenschaft und Politik.
Werner Berg, ehemaliger ehrenamtlicher Bürgermeister der Stadt Kamen (Vorgänger von Manfred Erdmann) ist der derzeit einzige Ehrenbürger der Stadt Kamen.